# Yukio Hatoyama
Pour les articles homonymes, voir Hatoyama.
Yukio Hatoyama (鳩山 由紀夫, Hatoyama Yukio), né le 11 février 1947, est un homme d'État japonais.
Longtemps dirigeant du Parti démocrate du Japon (PDJ), il est le 60e Premier ministre du Japon du 16 septembre 2009 au 8 juin 2010.
Il est élu à la Chambre des représentants du Japon de 1986 à 2012, pour le 9e district électoral de Hokkaidō de 1996 à 2012 ; avant cela, il est l'un des représentants de l'ancien 4e district de cette île.
Le PDJ ayant remporté une victoire historique aux élections législatives du 30 août 2009, en obtenant à lui seul 308 députés sur 480, Yukio Hatoyama est nommé Premier ministre le 16 septembre suivant. Il forme ensuite un gouvernement de coalition avec le Parti social-démocrate et le Nouveau parti du peuple, deux petites formations centristes également membres jusque-là de l'opposition. Il est alors le premier représentant de l'île d'Hokkaidō à devenir le chef du gouvernement nippon.
Rapidement devenu impopulaire à la suite d'un scandale financier touchant certains de ses collaborateurs et de l'abandon de certaines promesses de campagne, il annonce sa démission le 2 juin 2010, après huit mois passés au pouvoir et cinq semaines avant le renouvellement de la Chambre des conseillers. Il reste toutefois en place jusqu'à l'élection de Naoto Kan quelques jours plus tard pour lui succéder à la tête du PDJ, puis du gouvernement.

## Origines, formation et carrière professionnelle

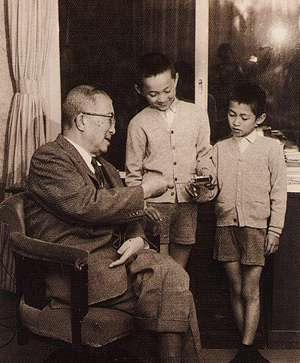
Le Premier ministre Ichirō Hatoyama et ses deux petits-fils, de gauche à droite : Yukio et Kunio Hatoyama.

### Membre d'une grande dynastie politique
Né dans l'arrondissement de Bunkyō à Tokyo, Hatoyama est le fils de Iichirō Hatoyama qui fut ministre des Affaires étrangères de Takeo Fukuda (1976-1977), le petit-fils de Ichirō Hatoyama, ancien Premier ministre japonais (1954-1956) et fondateur du Parti libéral-démocrate (PLD), et l'arrière-petit-fils de l'ancien samouraï Kazuo Hatoyama qui fut président de la Chambre des représentants de 1896 à 1897.
Il est également le frère aîné de Kunio Hatoyama, qui est aussi engagé dans la politique japonaise mais au sein du PLD et qui fut ministre de la Justice des gouvernements Abe puis Fukuda de 2007 à 2008 ainsi que ministre des Affaires intérieures et des Communications dans le gouvernement Asō de septembre 2008 à juin 2009.
De plus, son grand-père maternel est Shōjirō Ishibashi, le fondateur du fabricant de pneus Bridgestone. Grâce à cette ascendance, Yukio Hatoyama fait partie des plus grosses fortunes de la Diète du Japon, avec un patrimoine qui s'élèverait en juillet 2009 à 1,65 milliard de yens (soit environ 13,8 millions d'euros).
L'importance de la famille Hatoyama dans la vie politique japonaise depuis les années 1940, sa richesse et la carrière quasiment simultanée des deux frères Yukio et Kunio ont valu à ces derniers d'être régulièrement comparés aux Kennedy.

### Une éducation soignée
Il fait, comme son frère et la plupart des membres de sa famille, l'essentiel de sa scolarité, du primaire au collège, au sein de la Compagnie scolaire Gakushūin, institution privée connue pour être essentiellement réservée aux enfants de l'aristocratie japonaise. Il fait ensuite des études scientifiques brillantes, étant licencié en ingénierie de l'université de Tokyo, la plus importante et la mieux notée du Japon, en 1969, puis recevant son PhD en recherche opérationnelle de l'université Stanford (Californie) en 1976, avec une thèse portant sur la propriété de Markov appliquée à la maintenance des machines et intitulée Markov Maintenance Models with Repair (en français : Modèles de maintenance de Markov avec repère), préparée sous la direction de Gerald J. Lieberman.

### Vie personnelle
Comme son grand-père, Hatoyama est chrétien baptiste.
Il a épousé en 1975 Miyuki Hashimoto (橋本 幸, Hashimoto Miyuki), ancienne danseuse de la revue Takarazuka connue durant sa carrière sous le nom de scène de Petite Miyuki (若 みゆき, Waka Miyuki) et qu'il a rencontrée pendant ses études en Californie où elle résidait à l'époque avec son premier mari. Désormais critique culinaire et auteur de livres portant sur les arts domestiques (cuisine, décoration, notamment) sous le nom de Miyuki Hatoyama (鳩山 幸, Hatoyama Miyuki), elle est une habituée des émissions et magazines portant sur ces sujets.
Leur fils, Kiichirō Hatoyama (鳩山 紀一郎, Hatoyama Kiichirō), né en Californie pendant les études de son père en 1976, est diplômé en génie urbain de l'université de Tokyo, spécialisé dans les transports urbains et notamment la circulation routière, et est professeur invité à l'université d'État de Moscou, de 2008 à 2011, puis lecteur à l'université de Tokyo de 2011 à 2017 et finalement professeur associé à l'université technique de Nagaoka depuis 2017. Il a donné à Yukio et Miyuki Hatoyama deux petits-enfants, une fille et un fils, ce dernier étant né dans la capitale russe.
En 1996, à la veille d'élections législatives, une partie de la presse accuse Yukio Hatoyama d'entretenir depuis dix ans une relation extra-conjugale avec une femme à Muroran. Toutefois, son épouse le soutient, estimant avoir une part de responsabilité dans son adultère pour l'avoir laissé trop seul et coupant court ainsi à un éventuel scandale.
Ses passions et loisirs incluent le touch football, ayant découvert le football américain à Stanford et étant président de l'Association japonaise de touch football, le tennis, regarder le baseball à la télévision (sport qu'il a également pratiqué, comme beaucoup de Japonais, avant son départ pour les États-Unis, c'est un supporter de l'équipe américaine des Pirates de Pittsburgh), l'informatique et écouter de la musique, essentiellement classique. Il a d'ailleurs enregistré, alors qu'il est tout jeune député à l'été 1987, une chanson intitulée Take HEART〜翔びたて平和の鳩よ〜 (Take Heart - Tobitate Heiwa no Hato yo, soit littéralement « Prend ton cœur - Envole-toi, colombe de la paix »), et diffusée à seulement 100 exemplaires de disques vinyles, non commercialisés mais distribués gratuitement à des partisans à Hokkaidō. Une fois devenu Premier ministre, la chanson refait surface et est commercialisée par la maison de disques Teichiku Entertainment à compter du 30 octobre 2009 sous format CD cette fois. C'est également un amateur de drama, citant Takako Tokiwa ou Miho Nakayama comme ses actrices préférées, ainsi que de la culture populaire sud-coréenne.
Comme son grand-père, il est de religion chrétienne, plus précisément protestante baptiste. Il est le huitième Premier ministre japonais chrétien et le troisième protestant.
Son apparence physique (notamment son visage et ses yeux) autant que son excentricité, son idéalisme et ses discours souvent atypiques (avec par exemple l'emploi fréquent du terme « amour ») lui ont valu le surnom d'« E.T. » ou d'« alien » (宇宙人, uchūjin). Il s'en est d'ailleurs servi par la suite dans sa stratégie de communication politique, faisant commercialiser par le PDJ durant son premier passage à la présidence du parti des figurines le représentant sous la forme d'un extra-terrestre aux yeux globuleux. En 2000, dans son ouvrage Apprendre des "limites de la croissance" (「成長の限界」に学ぶ, „Seichō no Genkai“ ni Manabu), il dit apprécier son surnom, estimant que « tous les humains sont des aliens. Nous sommes des terriens, et dans le même temps, nous sommes des aliens, une partie existante dans l'univers. En tant qu'être humain, je pense qu'il est très important d'aller au-delà des limites de la prise de conscience mondiale vers une conscience universelle. »

### Un universitaire engagé assez tardivement en politique
Contrairement à son frère cadet, qui se fait élire à la Chambre des représentants à 28 ans en 1976, Yukio Hatoyama ne s'engage pas tout de suite dans le combat politique. Il devient en effet universitaire, exerçant successivement comme chercheur assistant au sein du département des sciences de gestion de l'université de Technologie de Tokyo (東京工業大学, Tōkyō Kōgyō Daigaku ) de 1976 à 1981 puis professeur associé à la faculté de gestion de l'université Senshū de 1981 à 1983. Ses travaux continuent de porter sur la recherche opérationnelle et l'optimisation appliquée notamment au génie industriel et au commerce, et en particulier la propriété de Markov et la théorie des files d'attente.
Les publications scientifiques de Yukio Hatoyama incluent alors :
- Markov maintenance models with control of queue (en français : « Modèles de maintenance de Markov avec contrôle des files d'attente »), Journal of the Operations Research Society of Japan, no 20 (3), éd. The Operations Research Society of Japan , 09/1977, p. 164-181.
- 多種の修理施設をもつ機械の保全問題 - On Optimical policies for multi-repair-type Markov maintenance models (en français : « Sur les politiques d'optimisation pour les modèles de maintenance de Markov multi-repères »), Journal of the Operations Research Society of Japan, no 22 (2), éd. The Operations Research Society of Japan , 06/1979, éd. The Operations Research Society of Japan , 06/1979, p. 106-122.
- 下取りを考慮した取替問題 - A Replacement problem with trade-in (en français : « Un problème de remplacement avec la reprise »), Journal of the Operations Research Society of Japan, no 23 (3), éd. The Operations Research Society of Japan , 09/1980, p. 224-242, p. 224-242.

Il met un terme à sa carrière universitaire en 1983 pour devenir le secrétaire particulier de son père à la Chambre des conseillers, faisant un premier pas vers le monde politique.

## Carrière politique

### Les débuts au PLD
Il se lance finalement en politique avec comme objectif affiché l'idée de réformer le Japon en utilisant les techniques de la recherche opérationnelle, ce qu'il appelle alors la « gestion logique ». Il se présente pour la première fois à la Chambre des représentants sous les couleurs du Parti libéral-démocrate lors des élections de 1986, en étant « parachuté » dans l'ancien 4e district électoral de Hokkaidō (à savoir les sous-préfectures de Sorachi, Iburi et Hidaka), et tente de mener une campagne reprenant sa vision rationnelle de la politique, comme en témoigne son slogan : « Réaliser les rêves, et envisager scientifiquement la politique ». Il bénéficie du désistement en sa faveur de l'un des titulaires de la circonscription, le député sortant Saburō Saegusa qui est un ami de son père, du prestige toujours fort du nom Hatoyama dans la région remontant à la possession par la famille entre 1894 et 1946 d'une importante propriété dans le bourg de Kuriyama et du soutien de l'une des plus puissantes et des plus anciennes factions internes du parti, le « Club du Jeudi » (木曜クラブ, Mokuyō kurabu) plus connu sous le nom de « faction Tanaka » car dominé par l'ancien Premier ministre et figure majeure de la vie politique japonaise dans les années 1970 et 1980 Kakuei Tanaka. Pour favoriser son implantation, sa mère, héritière de la famille Ishibashi, lui achète un immeuble de trois niveaux dans le port industriel de Muroran, principale agglomération de la circonscription. Hatoyama est alors élu en deuxième position sur les cinq dont dispose le district au vote unique non transférable, obtenant 93 001 voix et 16,1 % des suffrages exprimés.
Il devient rapidement l'un des principaux représentants d'une nouvelle génération montante au sein du parti et qui se montre de plus en plus critique vis-à-vis de la vieille garde. Il anime notamment, avec deux autres quadragénaires et quinquagénaires entrés récemment à la Diète, Masayoshi Takemura et Shūsei Tanaka, le « Groupe d'études pour une utopie politique » (ユートピア政治研究会, Utopia Seiji Kenkyūkai). Après plusieurs scandales politico-financiers ayant touché la majorité, cette association interne au PLD et qui transcende les différentes factions déclare vouloir combattre la corruption et la collusion des hommes politiques avec les milieux financiers ou industriels, tout en dénonçant la bureaucratie et l'administration trop lourde à la fois de l'État et du gouvernement, se positionnant ainsi dans une optique néolibérale et réformatrice.

### La dissidence
Dans un contexte de crise profonde de l'économie japonaise née de l'éclatement de la bulle japonaise, de plus en plus d'élus du PLD décident de le quitter pour former des partis dissidents. La plus grande scission a lieu en 1993 lorsque ce parti, qui avait gouverné sans discontinuer depuis sa création en 1955, perd la majorité en raison de défections à répétition. Une motion de censure (la seule de l'histoire du Japon) est alors votée, provoquant de fait des élections anticipées remportées par une coalition anti-PLD unissant des membres de l'opposition de longue date (essentiellement de gauche, dont le Parti socialiste japonais) et des dissidents de l'ancien parti majoritaire (qui restent plutôt à droite, mais avec une nette tendance réformiste).
Parmi ces derniers se trouvent le Nouveau Parti pionnier, créé le 22 juin 1993 sur la base de l'ancien « Groupe d'études pour une utopie politique ». Il est présidé par Masayoshi Takemura, Shūsei Tanaka en est son vice-président, Hiroyuki Sonoda son secrétaire général et Yukio Hatoyama en devient donc le président du Comité des Affaires générales et no 4 du parti. De plus, Hatoyama est alors nommé secrétaire-général adjoint du Cabinet issu de cette coalition anti-PLD et dirigé par Morihiro Hosokawa, du Nouveau parti du Japon, un ancien dissident du PLD depuis 1992. Le secrétaire général du Cabinet que Hatoyama seconde alors est Masayoshi Takemura.
Mais dès avril 1994, le Nouveau Parti pionnier quitte la coalition anti-PLD avec le Parti socialiste, et tous deux forment alors une nouvelle majorité complétée par le PLD qui retrouve ainsi le pouvoir sans obtenir encore le poste de Premier ministre qui revient, jusqu'à janvier 1996, au socialiste Tomiichi Murayama. C'est alors qu'il commence à se faire connaître du grand public. Bien que le principal contributeur financier du parti, il n'en occupe jamais la présidence (même si elle lui est proposée en janvier 1996, il la refuse). Il en est toutefois membre de la direction, en tant que président du Comité des Affaires générales (no 4), comme mentionné plus haut, de 1993 à 1994, puis secrétaire général (no 3) de 1994 à 1996. Il se pose également de plus en plus comme l'héritier de l'idéalisme libéral et « fraternaliste » de son grand-père, rejoignant en octobre 1995 l'organisation non gouvernementale pacifiste Réarmement moral, dont Ichirō Hatoyama avait également été membre en son temps, et défend lors d'un symposium de cette association internationale en Suisse en août 1996 la nécessité pour le Japon d'exprimer de réelles et sincères excuses pour ses agressions passées des populations asiatiques et de travailler à une réconciliation avec ceux-ci. C'est également à cette époque qu'il reprend à son compte le concept de « révolution fraternelle » développé dans L'État totalitaire contre l'Homme par le comte Richard Nikolaus de Coudenhove-Kalergi et que Ichirō Hatoyama, un admirateur de ce dernier, avait traduit en 1953 par le terme Yūai (友愛) unissant les kanji 友 « amitié » et 愛 « amour ».
Yukio Hatoyama utilise d'ailleurs cette expression comme titre d'un article qu'il rédige en juin 1996 pour le magazine mensuel Ronza (論座, littéralement « Points de vue », appartenant au groupe de presse de l’Asahi Shimbun) : « Ma révolution de la fraternité libérale » (我がリベラル友愛革命, Waga riberaru yūai kakumei), dans lequel il expose sa vision politique générale. Il y prétend notamment que les hommes politiques japonais ont perdu leur dignité en se servant des réformes pour gagner les élections et non plus le contraire, devenant parlementaires pour être ministres et non pour le bien de leurs administrés. Écrivant que « la politique c'est l'amour et l'amour est basé sur la dignité. [...] C'est ce que j'appelle "révolution de la fraternité" », il estime que seul un parti constitué d'hommes ou de femmes faisant le vœu de démissionner de leurs sièges s'ils n'ont pu lancer de meilleurs politiques nationales pourra changer le Japon. Surtout, il associe la fraternité avec le libéralisme, avançant qu'une vraie démocratie doit être fondée sur une organisation horizontale d'individus indépendants, une société libérale avec un esprit fraternel impliquant des citoyens matures avec un haut niveau d'éducation (posant la question dans le même temps de savoir si les Japonais ont atteint ce niveau), plutôt que sur une structure hiérarchique telle que développée, selon lui, dans les partis politiques traditionnels, et doit être bâtie sur la « coexistence » : avec la nature, avec les étrangers (il défend ainsi l'octroi du droit de vote aux étrangers résidents) et entre le Nord et le Sud dans le monde. Ces prises de positions pouvant passer pour utopistes et l'emploi dans ses discours et écrits de termes inhabituels pour un homme politique (notamment « amour » ou « fraternité ») lui valent d'ailleurs d'être raillés par plusieurs de ses adversaires. L'ancien Premier ministre conservateur Yasuhiro Nakasone a ainsi des propos acerbes à son égard : « La politique n'est pas aussi douce que la fraternité, qui ressemble à une glace molle fondant au soleil ». De plus, sa façon de s'exprimer, jugée trop abstraite et technique, et son attachement d'appliquer les principes des sciences et de la logique à la politique semblent parfois difficilement compréhensibles pour le grand public.
Finalement, lorsqu'en janvier 1996 le président du PLD, Ryūtarō Hashimoto, devient Premier ministre, avec le soutien du Parti socialiste et du Nouveau Parti pionnier, le gros des militants de ces derniers, emmenés par Yukio Hatoyama et Naoto Kan, commencent à être critiques de la Grande Coalition et commencent à parler de la création d'un nouveau parti. Ils sont alors rejoints par des dissidents du Shinshintō, avec à leur tête Kunio Hatoyama, le frère de Yukio. Tous les trois fondent alors leur propre mouvement, le Parti démocrate du Japon, en vue des élections législatives d'octobre 1996. Yukio Hatoyama en devient le coprésident, spécialement chargé des affaires internes au parti, avec Naoto Kan qui s'occupe de la stratégie politique et des relations avec les autres formations. Lors de l'élection, ce parti obtient alors 52 élus à la Chambre des représentants (Yukio Hatoyama étant largement élu dans le nouveau 9e district de Hokkaidō, à savoir les sous-préfectures d'Iburi et de Hidaka sur la côte sud de l'île, avec 131 936 voix et 52,8 % des suffrages exprimés face à deux candidats), devenant la troisième force politique du Japon et la deuxième de l'opposition, derrière le Shinshintō.
Les deux fondateurs ne sont toutefois pas totalement d'accord sur la forme exacte que doit prendre ce nouveau mouvement. En effet, Yukio Hatoyama veut avant tout en faire un grand rassemblement populaire directement basé sur l'opinion publique, le plus éloigné possible de l'organisation traditionnelle des grands partis japonais et inscrit dans une « opposition complète » (健全 野党, Kenzen Yatō), tandis que Naoto Kan préfère au contraire s'appuyer sur de petites formations politiques locales de défense des droits des citoyens et militer pour une « opposition constructive » (建設的 野党, Kensetsu-teki Yatō) au PLD (n'excluant pas de former avec celui-ci une coalition gouvernementale si la situation l'exige). Un compromis est néanmoins trouvé en mars 1997 entre les deux hommes et surtout sur l'attitude à adopter vis-à-vis du parti au pouvoir, en s'approchant toutefois plus du Kensetsu-teki Yatō de Naoto Kan : tout en refusant de participer au Cabinet, le PDJ adopte une stratégie de négociation permanente avec le gouvernement en lui fournissant des projets ou contre-projets de loi. En septembre 1997, Yukio Hatoyama abandonne la présidence qui est désormais exercée seule par Naoto Kan, et devient secrétaire général et donc no 2 du parti.

### L'opposition

#### La formation du premier parti d'opposition
En 1998, le Shinshintō explose. Une minorité suit Ichirō Ozawa, son président depuis 1996, pour former le Parti libéral, un mouvement de droite néolibérale qui rentre alors dans la majorité menée par le PLD. Les anciens du parti confessionnel Kōmeitō reforment leur mouvement et s'associent également au parti au pouvoir. Le reste se disperse d'abord en une multitude de mouvements finalement réduits à deux en janvier 1998 : les anciens dissidents du PLD qui n'ont pas rejoint ce dernier ni le parti d'Ozawa forment le Parti de la bonne gouvernance ; les anciens du Parti démocrate socialiste se regroupent dans le Nouveau parti de la Fraternité. Finalement, le 27 avril 1998, ces derniers fusionnent avec le parti des frères Hatoyama et de Naoto Kan ainsi qu'avec le Parti des réformes démocratiques, bras politique du Rengō, principal syndicat du Japon, et quelques élus indépendants pour former le nouveau et actuel Parti démocrate du Japon, qui devient la principale force d'opposition. À la suite de cet élargissement, Yukio Hatoyama perd sa place de secrétaire général au profit de l'ancien Premier ministre de la coalition anti-PLD de 1993-1994 Tsutomu Hata, leader jusque-là du Parti de la bonne gouvernance. Il reste toutefois au sein de la direction, en tant que secrétaire général adjoint.
Progressivement, il se montre de plus en plus critique vis-à-vis de Naoto Kan, jugeant l'orientation de ce dernier trop à gauche et, concernant une série de mesures adoptées par la Diète sous la pression de Kan et du PDJ (qui contrôlent depuis les élections de 1998 la Chambre des conseillers), comme le sauvetage de la Banque de crédit de longue durée du Japon par sa nationalisation ou encore une rigoureuse législation de contrôle du secteur bancaire, il déclare que les démocrates « sont allés trop loin alors que les élections venaient juste d'avoir lieu ». Le débat en 1999 sur la loi reconnaissant le Hinomaru et le Kimi ga yo respectivement comme drapeau et hymne officiels de l'État japonais témoigne du malaise qui s'installe au sein du parti et entre ses deux dirigeants. En effet, si Naoto Kan estime que le PDJ devrait soutenir la proposition puisqu'il a déjà reconnu dans ses statuts les deux symboles comme ceux de la nation, Yukio Hatoyama pense dans un premier temps que légiférer sur la question ne ferait que renforcer les efforts de mobilisation des mouvements de gauche contre le Hinomaru et le Kimi ga yo et augmenterait l'embarras des chefs d'établissements scolaires, créant ainsi davantage de divisions au sein de la société et des écoles publiques. Toutefois, après que le conseil de recherche politique s'est prononcé pour le vote du texte, il décide de s'y soumettre au nom du maintien du consensus au sein du parti et en fait même une affaire de discipline. Il fait donc partie des 45 députés démocrates (sur 91 votants) à voter en faveur de la loi le 22 juillet 1999, alors que Naoto Kan vote contre : les deux hommes s'expriment de manière opposée aux positions qu'ils avaient tous deux initialement défendues.

#### Le chef de l'opposition pour la première fois

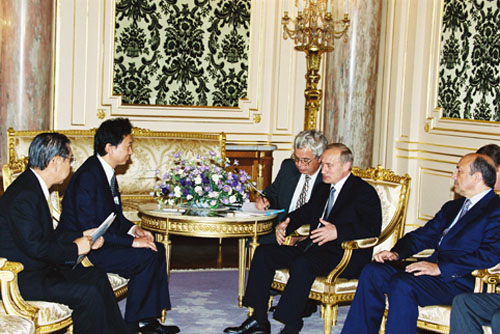
Rencontre à Tokyo entre le chef de l'opposition japonaise Yukio Hatoyama (à g.) et le président russe Vladimir Poutine (à dr.), le 5 septembre 2000.

Naoto Kan en est son premier président de 1998 à septembre 1999, mais deux scandales, l'un sexuel et l'autre financier, qui éclatent en même temps en novembre 1998, affectent durement sa popularité jusque-là au plus haut et affaiblissent sa situation au sein du parti (d'un côté un hebdomadaire conservateur japonais affirme que le chef de l'opposition a passé la nuit dans une chambre d'hôtel avec une ancienne présentatrice de télévision de vingt ans sa cadette employée comme consultante par le parti, et de l'autre une rumeur relayée dans la presse fait état d'un pot-de-vin de 4,2 millions de dollars américains qu'aurait reçu Kan du Secrétaire général du Cabinet Hiromu Nonaka en échange du soutien du PDJ au gouvernement dans la gestion de la crise bancaire, deux accusations que l'intéressé dément). Lors de l'élection du président du parti le 25 septembre 1999, Yukio Hatoyama se présente face à Naoto Kan et obtient la victoire au second tour par 182 voix contre 130 (au premier tour Yukio Hatoyama avait déjà réuni 154 voix contre 109 à Naoto Kan et 57 à l'ancien gouverneur socialiste de Hokkaidō Takahiro Yokomichi). Il conserve alors Tsutomu Hata comme secrétaire général tandis que Naoto Kan devient président des Affaires politiques et donc no 3 du parti.

##### Organiser l'opposition
Il s'attache alors à assoir durablement le PDJ comme principale force d'opposition selon les principes qu'il avait déjà défendus lors de la création du parti en 1996 : forger un grand mouvement populaire, un Kenzen Yatō (parti d'opposition systématique) et moraliser la vie politique. Ainsi, l'une de ses premières mesures en tant que président, dès le 16 janvier 2000, est d'étendre le vote pour l'élection du chef du parti à tous les élus d'assemblées locales et à tous les militants de plus de 18 ans payant une cotisation supérieure à 1000 yens, alors qu'elle était jusqu'alors limitée aux seuls élus de la Diète. Toutefois, le poids électoral de ces différents collèges est déséquilibré puisque chaque parlementaire représente 2 voix, les candidats déjà officiellement investis par le PDJ aux futures élections législatives 1 voix chacun tandis que la totalité des élus locaux et des militants envoient un nombre limité de délégués ayant chacun une voix. Le mandat de président est également étendu de 1 à 2 ans. Le 7 mars suivant, il fait de plus adopter un « code d'éthique » par les membres du mouvement.

###### Une opposition combative
Pour ce qui est de ses rapports avec la majorité, il muscle l'attitude du parti, plutôt inédite au Japon où traditionnellement gouvernements et oppositions tentent en permanence de négocier, et la rapproche des pratiques d'autres démocraties parlementaires, notamment de celles du Royaume-Uni. Il est ainsi le premier à diriger le cabinet fantôme formé par le PDJ, appelé « Cabinet suivant » (ネクストキャビネット, Nekusutokyabinetto) puis 次の内閣 (Tsugi no naikaku), ou officiellement en anglais Next Cabinet (NC). En effet, cette prérogative de l'opposition (des contre-gouvernements avaient déjà été formés par d'autres partis auparavant) est pour la première fois officiellement institutionnalisée par une réforme en 1999. Il dirige alors quatre de ces contre-gouvernements, du 1er octobre 1999 au 10 décembre 2002. De plus, la réforme de 1999 permet également l'organisation régulière à la Diète de débats entre le Premier ministre et les présidents des principales forces d'opposition. Assisté par le président du Comité des Affaires de la Diète du mouvement, Tatsuo Kawabata, il favorise la mise en place d'une fronde parlementaire contre plusieurs textes que la coalition PLD - Parti libéral - Nouveau Kōmeitō tente de passer en force avant la fin de la législature prévue pour la fin de l'année 2000. Le sujet de friction concerne tout d'abord un très controversé plan de réforme du système de retraites prévoyant une réduction graduelle du montant des pensions publiques indexées sur le revenu des travailleurs salariés jusqu'à 20 % d'ici 2025 et un allongement de l'âge à partir duquel ces pensions commencent à être versées de 60 à 65 ans. Le PDJ, le PSD et le PCJ organisent alors ensemble un boycott de la commission des Affaires sociales et des séances plénières de la Chambre des représentants, forçant le gouvernement à accepter de nouveaux débats et à faire revoter le texte en commission. Le projet de réforme est finalement voté par la Chambre des représentants le 7 décembre suivant, mais il faut attendre l'ouverture de la première session de 2000 pour que le texte passe à la Chambre des conseillers et soit définitivement approuvé en mars de cette année.

Une confrontation tout aussi forte a lieu concernant le projet de réduction du nombre de membres de la Chambre des représentants de 500 à 480, entraînant un nouveau boycott des séances parlementaires. Voulant pousser le Premier ministre Keizō Obuchi à dissoudre la Chambre des représentants pour provoquer des élections anticipées et demander l'avis des électeurs sur le sujet, le PDJ organise alors à partir du 31 janvier 2000 une « session alternative de la Diète » qui réunit au Musée de la Diète quelque 500 membres du parti dont 124 parlementaires et qui est retransmise en direct sur Internet avec l'organisation de questions-réponses avec les internautes par courriel, Yukio Hatoyama déclarant à cette occasion : 

« Maintenant notre patience est testée. Ce sera une décision difficile d'y avoir recours, mais nous voulons demander à la nation quel côté est le bon ». »

Il soumet le retour des démocrates aux séances normales du Parlement à trois conditions : la formulation d'excuses à l'opposition par la majorité, la dissolution de la chambre basse et la continuation des discussions sur le projet de réduction du nombre de députés.
Après onze journées parlementaires boycottées, un accord est finalement trouvé le 8 février grâce à une médiation du président de la Chambre des représentants Soichirō Itō, l'opposition obtenant l'organisation d'une séance extraordinaire durant laquelle les chefs de ses trois principaux partis peuvent poser des questions à Keizō Obuchi sur son discours de politique générale, tout en prenant acte du refus de ce dernier de prononcer à nouveau ce discours. Yukio Hatoyama dit « s'excuser devant le public pour le retard pris dans les discussions de la Diète. Mais j'aimerais qu'il garde en tête ce qui en fut la cause », et maintient la position du PDJ en faveur d'une dissolution. Malgré cet accord, il n'adoucit pas pour autant sa stratégie d'opposition et présente trois motions de censure contre le gouvernement de Yoshirō Mori, successeur d'Obuchi, en l'espace de neuf mois (le 2 juin et le 21 novembre 2000 ainsi que le 5 mars 2001).

###### Les précisions idéologiques
Sur le plan idéologique, il va tenter de différencier le PDJ du PLD et de préciser certaines orientations du parti restées floues jusqu'alors, en raison du parcours partisan particulièrement hétéroclite de ses membres.
Il profite notamment du lancement par le gouvernement Obuchi en 1999 d'un Conseil de recherche constitutionnelle à la Diète chargé tout particulièrement de lever l'ambigüité soulevée par l'Article 9 de la constitution japonaise (notamment son alinéa 2 qui interdit au Japon de développer des « forces terrestres, navales et aériennes, ou autre potentiel de guerre ») et l'existence par ailleurs des Forces japonaises d'autodéfense (FAD), pour définir sa vision en la matière (à l'instar d'autres figures politiques dont le président du Parti libéral Ichirō Ozawa ou l'ancien Premier ministre PLD Yasuhiro Nakasone) et plus généralement sur la politique étrangère. Il écrit en effet en octobre 1999, moins d'un mois après sa prise de fonction à la tête du PDJ, un article dans le magazine mensuel Bungei Shunjū intitulé « Reconnaissons les forces d'autodéfense comme des forces armées » (« 自衛隊をぐんたいと認めよ », Jieitai o guntai to mitomeyo). Il y critique tant ce qu'il appelle la position « libérale traditionnelle » (celle de la gauche et du centre gauche de la politique japonaise depuis 1945), qui pour lui se borne à un « pro-constitutionnalisme têtu » et des « sentiments anti-américains », que la position officielle du gouvernement, qui consiste à dire que le maintien de troupes pour l'autodéfense ne contrevient pas à l'Article 9, ce qu'il qualifie, comme son grand-père en son temps, de « sophisme ». Adoptant alors une position dite « néo-libérale » (selon Mayumi Itoh), il estime que les FAD sont des forces armées (ぐんたい, guntai) et que par conséquent il est temps de les reconnaître officiellement comme telles avec un Article 9 revu comme suit : « (1) Le Japon maintient des forces terrestres, navales et aériennes, ou autre potentiel de guerre. (2) Le Japon ne doit jamais ni utiliser ces forces pour des actes d'agression, ni avoir recours à la conscription ». Il met toutefois un préalable à cette révision : la reconnaissance de manière officielle et claire et l'expression d'excuses par le Japon pour ses exactions de guerre commises contre les autres pays de la région Asie-Pacifique au cours du XXe siècle, afin d'éviter que ne se développe au sein de ces derniers la crainte de voir renaître une armée conventionnelle japonaise. Sa vision s'oppose, au sein du camp « révisionniste », à celle « conservatrice orthodoxe » (toujours d'après Itoh) de Nakasone (un vieux partisan, depuis les années 1950, de la révision constitutionnelle, il répond à Hatoyama dans un article édité pour sa part en avril 2000 dans la revue Shokun dans lequel il dit vouloir maintenir l'alinéa 1, celui de la renonciation à la guerre, modifier l'alinéa 2 pour y affirmer le droit du Japon à l'autodéfense et créer un alinéa 3 créant un droit à l'auto-défense collective) et à celle « néo-conservatrice » d'Ichirō Ozawa (défenseur d'un Japon qui deviendrait une « Nation normale », il souhaite que les FAD deviennent une armée à part entière tant pour l'exercice du droit, qu'il estime légitime pour tout pays souverain, à l'auto-défense tant individuelle que collective, mais ayant en plus la possibilité de combattre dans le cadre exclusif toutefois de la Force de maintien de la paix des Nations unies).
Dans le même article, il étend son propos sur la Constitution à une réflexion plus générale sur la politique étrangère et de sécurité du Japon. Il définit ce qui va devenir peu à peu la position officielle du PDJ en la matière (notamment à partir de la présidence de Katsuya Okada en 2004), à savoir une réduction de la dépendance, jugée trop forte, du Japon envers les États-Unis afin de définir ses propres besoins en matière de sécurité nationale et d'établir avec eux une relation d'égal à égal. Plus que la notion relativement floue du joji churyu naki Ampo, soit littéralement « Le Traité de sécurité Japon-États-Unis sans la présence continue de forces américaines au Japon », ou tout du moins « avec une présence conditionnelle », définie auparavant par Naoto Kan, il reprend là encore des positions de son grand-père : celle d'une « diplomatie indépendante » (自主外交, Jishu genkō), notamment des États-Unis, couplée à une « diplomatie multidirectionnelle » (全方外交, Zenhō genkō) renforçant les liens avec les autres puissances de la région, notamment la Chine, la Russie et la Corée du Sud,.
Plus généralement, et bien que fermement libéral et issu du centre droit, il oriente de plus en plus son parti vers le centre gauche et le social-libéralisme, défendant une tactique proche de la troisième voie (entre socialisme traditionnel et conservatisme libéral) mise en avant à l'époque notamment par le Parti démocrate américain de Bill Clinton ou le New Labour du britannique Tony Blair. Cette politique pousse certains poids lourds du mouvement, restés fermement attachés aux valeurs de droite, à retourner au PLD. C'est le cas notamment de Kunio Hatoyama, le frère de Yukio, resté plutôt conservateur. Après sa réélection aux élections de 2000 sur une liste du PLD, ce dernier justifie notamment son changement de camp en déclarant : « Je n'étais pas aussi prêt à travailler avec des gauchistes que ne l'était mon frère Yukio ». Il estime également que « par exemple, des parlementaires qui n'ont pas la même position, voire sont opposés au sujet de la politique de sécurité américano-japonaise ou les amendements à la Constitution travaillent ensemble » et que « J'ai été déçu par Yukio », lui reprochant de ne pas avoir pleinement dévoilé quelle était sa position sur qui devait joindre le parti.
Malgré ces défections, le poids politique du parti ne cesse de se renforcer à chaque élection. Ainsi, à la veille des élections anticipées de 2000, le PDJ dispose de 150 parlementaires sur 752, soit 95 représentants sur 500 et 55 conseillers sur 252, au lendemain du scrutin il en compte 182 sur 732 (avec 127 représentants sur 480, soit 32 de plus que dans la chambre sortante tandis que le PLD en a perdu 48 et la majorité en général 50, les démocrates réalisent notamment un score quasi identique à celui du parti au pouvoir à la proportionnelle, avec 25,2 % des suffrages exprimés contre 28,3 %). Le renouvellement de la moitié de la Chambre des conseillers en 2001 fait encore augmenter ce nombre à 183 sur 727. Fort de ses succès, il est réélu sans difficulté, et sans rival, à la tête du parti le 9 septembre 2000 (tandis que Naoto Kan devient secrétaire général et no 2 du parti en remplacement de Tsutomu Hata qui obtient la position purement honorifique de « Président d'honneur »).

##### Face à Koizumi et difficultés
Toutefois, malgré les points gagnés par l'opposition, ceux-ci sont vite battus en brèche par l'arrivée au pouvoir de Jun'ichirō Koizumi, Premier ministre du 26 avril 2001 au 26 septembre 2006. Celui-ci transforme profondément le PLD en le transformant en une machine électorale à son service et à celui de ses réformes, reprend dans ces dernières la plupart des thèmes de prédilections du PDJ (baisse de la fiscalité, réformes de l'administration pour limiter le poids de l'État, dérégulation, déconcentration et décentralisation) et chasse sur ses terres électorales (les populations urbaines ou les femmes, jusqu'à présent quasiment entièrement acquises aux démocrates, sont séduits par la « tornade Koizumi »). Il s'agit alors pour le PDJ et Hatoyama de proposer une alternative crédible face à ce leader populiste et charismatique. Or, le chef de l'opposition peine à faire le poids face à un chef de gouvernement très médiatique. S'il multiplie les attaques à son égard dès que sa popularité commence à chuter en 2002, déposant la première motion de censure contre lui le 20 juillet 2002, il ne réussit pas à assurer une attitude cohérente des démocrates sur certains points, notamment dans le domaine de la politique étrangère. Ainsi, en novembre 2001, le parti se divise au sujet de l'envoi de navires de la Force maritime d'autodéfense dans la mer d'Arabie comme soutien logistique à la coalition internationale menée par les États-Unis en guerre contre les terroristes en Afghanistan : Yukio Hatoyama apporte son soutien, mais il n'est pas suivi par 28 parlementaires (22 représentants et 6 représentants) de la gauche du mouvement emmenés par Takahiro Yokomichi qui décident de voter contre ou de s'abstenir et lui reprochent d'être trop complaisant vis-à-vis des réformes de Koizumi.
Preuve du caractère instable de sa situation, lors du nouveau scrutin pour choisir le dirigeant du parti, pas moins de neuf personnes annoncent dans un premier temps leur intention de se présenter face à lui et ils sont finalement trois à s'opposer à Yukio Hatoyama au premier tour le 23 septembre 2002 : Naoto Kan qui reste la personnalité démocrate préférée des sondages (il est considéré comme le meilleur opposant potentiel à Koizumi par 31,3 % des 1 031 individus interrogés par l'institut Kyodo News en attente de l'élection, contre 13,4 % seulement pensant de même de Hatoyama), Yoshihiko Noda qui est investi par un groupe de jeunes parlementaires désirant une relève à la tête du parti démocrate et Takahiro Yokomichi pour l'aile gauche. Arrivé en tête au premier tour (avec 294 voix, contre 221 pour Kan, 181 pour Noda et 119 pour Yokomichi), Yukio Hatoyama est finalement réélu avec une faible avance sur Naoto Kan (254 votes contre 242, essentiellement grâce au vote des élus locaux et des militants quand Kan a surtout obtenu le soutien des parlementaires) et choisit pour secrétaire général Kansei Nakano, vieux parlementaire social-démocrate (il est élu à la Chambre des représentants depuis 1976) qui, potentiellement candidat, lui a apporté le soutien décisif des principaux syndicats liés au PDJ (dont le Rengo). Ce choix pragmatique, visant à récompenser un allié important, est particulièrement critiqué notamment par les plus jeunes parlementaires (qui reprochent aux plus anciens élus d'être encore trop fortement marqués politiquement par leurs anciennes étiquettes nées des multiples partis politiques différents qui ont contribué à la naissance du PDJ) et une partie des observateurs extérieurs, les deux grands quotidiens plutôt proches du parti, l’Asahi Shinbun et le Mainichi Shinbun, titrent respectivement « Nos mâchoires se sont décrochées » et « Le PDJ soutiendrait-il le PLD ? ». Alors qu'elles devaient être l'occasion de rassembler le PDJ derrière un leader commun pour contrer Koizumi, ces élections marquent au contraire la profonde division au sein de la principale force d'opposition.
De mauvaises performances lors d'élections partielles de représentants le 27 octobre suivant (un député sortant est battu à préfecture de Fukuoka et dans trois des sept circonscriptions où avaient lieu un vote, le candidat démocrate arrive en troisième ou quatrième position alors qu'il y avait deux candidats du PLD) affaiblissent encore sa position. Finalement, il est forcé de présenter sa démission de la présidence du parti le 3 décembre 2002, deux mois et demi après sa réélection à la tête du mouvement. En effet, le comité directeur lui reproche le manque de transparence de son projet d'absorption dans le PDJ d'autres petits partis d'opposition, dont surtout le Parti libéral d'Ichirō Ozawa. Le 10 décembre, il est officiellement remplacé par celui qui avait été son prédécesseur et son principal adversaire à la précédente élection, Naoto Kan.

#### Toujours une figure déterminante de l'opposition

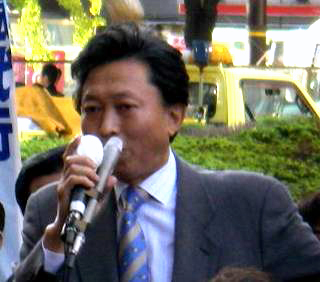
Yukio Hatoyama, le 17 novembre 2007.

Même s'il en a perdu la présidence en 2002, Yukio Hatoyama conserve un poids politique considérable au sein de la principale force d'opposition. En effet, il y dirige le « Comité pour la mise en œuvre d'un changement de politique » (政権交代を実現する会, Seiken Kōtai o Jitsugen suru Kai), plus généralement désigné sous le nom de « groupe Hatoyama », qui avec, en 2008, 52 parlementaires sur les 222 que compte le PDJ, constitue la principale faction interne du mouvement. Il s'agit de la tendance la plus modérée et la plus centriste.
Le 25 septembre 2003, la dissolution, qu'il avait commencé à préparer, du Parti libéral dans le PDJ est entérinée.
Il reste donc l'une des personnalités les plus écoutées du parti, et l'un de ses principaux porte-paroles. Il est ainsi chargé au sein de la direction du mouvement de la question des enlèvements de Japonais par le régime nord-coréen dans les années 1970, puis, de 2004 à 2005, en vue des élections législatives, il est ministre des Affaires étrangères du Cabinet suivant, prenant ainsi une part importante à la campagne et dans l'élaboration du programme diplomatique du parti qui, notamment, promet de retirer d'ici décembre 2005 les troupes des Forces japonaises d'autodéfense engagées dans des missions de reconstruction en Irak et de donner également un réel poids politique au Japon sur la scène internationale passant par : l'obtention d'un siège de membre permanent au Conseil de sécurité des Nations unies et donner au Japon les moyens de remplir un rôle de modèle de démocratie et de défense des droits de l'homme dans la région Asie-Pacifique et dans le monde (par la participation du pays à la Cour pénale internationale, à la Force de maintien de la paix et la promotion de l'architecture de document ouverte (ODA). Il veut également renforcer la coopération régionale, tant sur les plans commercial que politique, en appelant à la création d'une « Communauté est-asiatique » sur le modèle de l'Union européenne.
Après l'échec cuisant du PDJ lors de ce scrutin et la victoire du PLD, qui pour la première fois depuis les années 1980 retrouve la majorité absolue à la Chambre des représentants, Yukio Hatoyama est nommé secrétaire général du parti par son nouveau président, Seiji Maehara, puis est confirmé à ce poste en avril 2006 par son successeur, Ichirō Ozawa. Il soutient d'ailleurs activement ce dernier durant toute la durée de son mandat. Lorsque Ozawa doit démissionner le 11 mai 2009 en raison d'un scandale financier ayant éclaboussé l'un de ses principaux collaborateurs, Yukio Hatoyama est choisi dès le 16 mai suivant par les parlementaires du PDJ pour lui succéder et mener le mouvement à la bataille lors des élections législatives qui doivent avoir lieu dans les mois suivants et que l'opposition espère remporter, par 124 voix contre 95 à Katsuya Okada, ancien président du parti de 2004 à 2005, favori des sondages et surnommé « M. Propre » en raison de son image d'homme intègre et de son discours musclé en matière de lutte contre la corruption.

### Au pouvoir

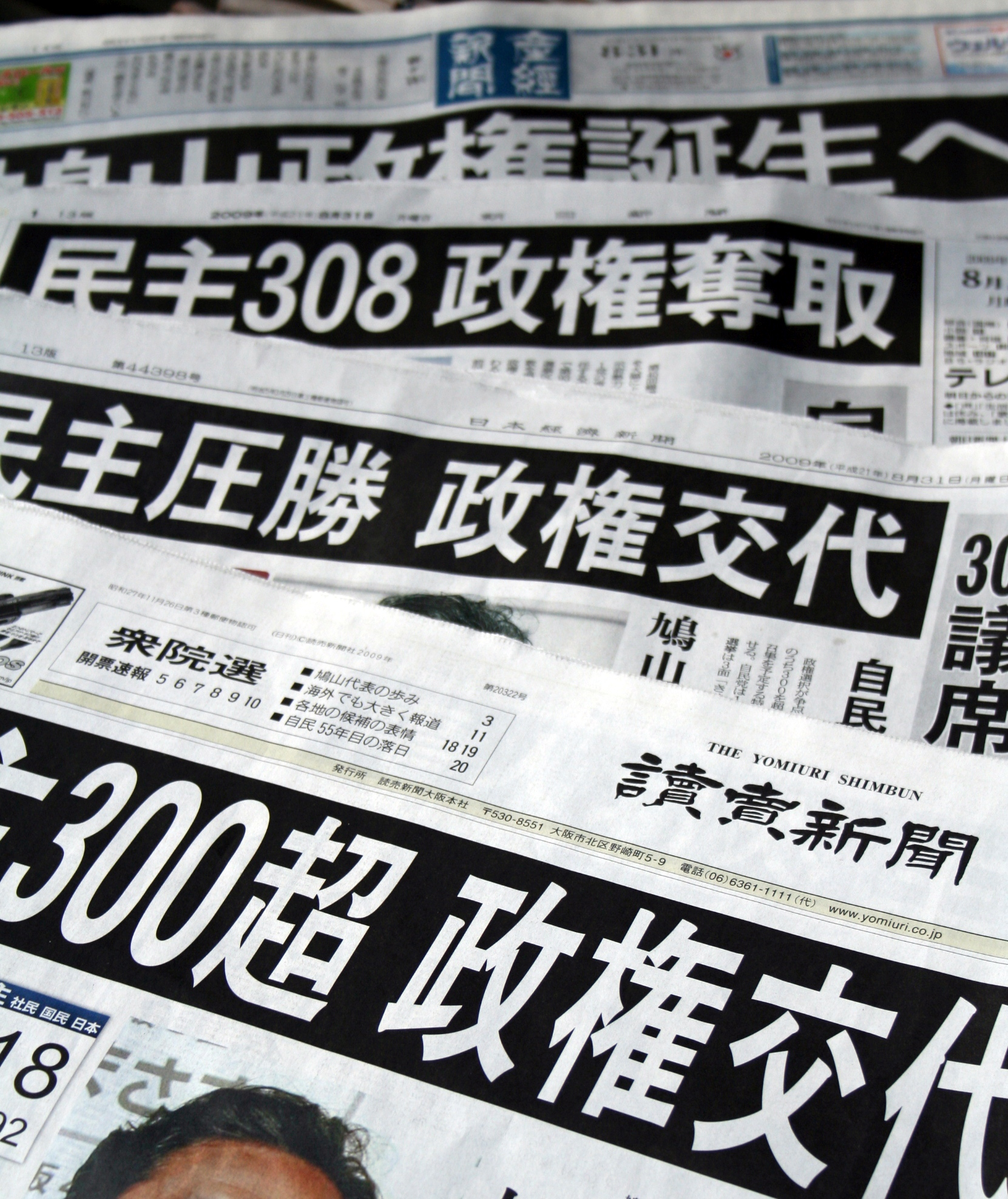
Unes des principaux quotidiens japonais au matin du 31 août 2009, annonçant la victoire du PDJ et de Yukio Hatoyama.

Depuis son retour à la tête de l'opposition japonaise en 2009, avec pour slogans « Créer un pays plein d'amour » (愛溢れる国, Ai afureru kuni), « Changement politique » (政権交代, Seiken kōtai) ou encore ce qu'il présente comme sa devise personnelle, le Yūai de son grand-père, il domine dans tous les sondages le Premier ministre en exercice, Tarō Asō. Son opposition à ce dernier est comparée à celle de leurs grands-pères respectifs, Shigeru Yoshida et Ichirō Hatoyama, dans les années 1950.
Faisant campagne sur la base d'un programme ambitieux, voire idéaliste pour ses adversaires qui tentent de le présenter comme irresponsable et incapable de gouverner, appelant à lutter contre la bureaucratie avec notamment l'abandon de la pratique de l’amakudari et la limitation des « héritages politiques » au parlement, promettant d'importantes mesures sociales afin d'augmenter le pouvoir d'achat, lutter contre la précarité et relancer la consommation comme la création d'une allocation à l'enfance de 312 000 yens par an, d'un système de retraite unifié, d'une pension minimum garantie d'au moins 70 000 yens par mois ou d'une aide pour les demandeurs d'emploi en cours de formation, l'augmentation du salaire minimum, la gratuité des autoroutes et la suppression de l'intérim et des contrats à durée déterminée dans l'industrie et critiquant le « fondamentalisme de marché » imposé par le modèle économique américain, il mène son parti à la victoire lors des élections législatives japonaises de 2009, le PDJ obtenant à lui seul la majorité absolue avec 308 sièges sur 480. Le 9 septembre 2009, il conclut un accord de coalition avec deux autres formations, le Parti social-démocrate (PSD, centre-gauche, 7 représentants et 5 conseillers) de Mizuho Fukushima et le Nouveau parti du peuple (NPP, centre-droit, 3 représentants et 5 conseillers) de Shizuka Kamei, afin de s'assurer également une majorité stable à la chambre haute de la Diète. De plus, le PDJ forme dans les deux chambres de la Diète des groupes communs avec des indépendants (2 représentants) et deux autres petits partis, le Nouveau parti Nippon (1 représentant et 1 conseiller) et le Nouveau parti Daichi (1 représentant), portant ainsi la majorité à 322 représentants sur 480 et 124 conseillers sur 242. Enfin, si Votre Parti de Yoshimi Watanabe (5 représentants) soutient l'élection de Yukio Hatoyama au poste de Premier ministre, il s'oppose ensuite à la désignation de Muneo Suzuki, président du Nouveau parti Daichi ayant été touché par le passé par un scandale financier, à la tête de la commission des Affaires étrangères de la Chambre des représentants, et siège depuis dans l'opposition.

#### Politique intérieure
L'une de ses premières annonces après sa victoire affirme sa volonté de réduire de 25 % les émissions de gaz à effet de serre du Japon d'ici à 2020 par rapport au niveau de 1990, soit 17 points de plus que ce qu'avait envisagé auparavant le gouvernement sortant du PLD (qui avait annoncé en juin l'objectif d'une réduction de 15 % d'ici à 2020 par rapport au niveau de 2005, soit l'équivalent de 8 % de moins que le niveau de 1990). Si cette déclaration est accueillie avec satisfaction par les milieux écologistes, elle provoque l'inquiétude des industriels.

##### Le nouveau gouvernement
Yukio Hatoyama est officiellement investi comme le 60e Premier ministre du Japon lors d'une séance extraordinaire de la Chambre des représentants le 16 septembre 2009, par 327 voix contre 119 au candidat du PLD, Masatoshi Wakabayashi. Ce choix est immédiatement confirmé par la Chambre des conseillers, par 124 voix contre 84 à Wakabayashi,. Il nomme un gouvernement de 17 membres comportant 15 ministres issus du PDJ (dont les anciens présidents du parti Naoto Kan, comme vice-Premier ministre, Katsuya Okada aux Affaires étrangères et Seiji Maehara au Territoire, aux Infrastructures et aux Transports) et les chefs des deux autres formations composant la coalition, Mizuho Fukushima et Shizuka Kamei.
Ce nouveau gouvernement semble vouloir s'inscrire à gauche, les trois factions du PDJ se réclamant de la social-démocratie (les anciens socialistes du Shinsei kyokukondan) ou du social-libéralisme (les partisans de Naoto Kan et les vétérans du PDS) regroupent 6 des 15 ministres démocrates, et à des postes clés. Ainsi le portefeuille de la Justice est confié à l'ancienne avocate des droits de l'homme, militante socialiste et opposante à la peine de mort Keiko Chiba, ou encore le ministère de l'Économie, du Commerce et de l'Industrie à l'ancien syndicaliste Masayuki Naoshima. Il fait toutefois le choix de rassurer les marchés et analystes économiques, inquiets des promesses sociales et économiques de relance de la consommation qu'ils voient comme un moyen d'augmenter la dette publique déjà impressionnante, en nommant comme ministre des Finances un homme d'expérience, Hirohisa Fujii, bon connaisseur du milieu des affaires pour avoir travaillé au ministère pendant 23 ans puis pour l'avoir déjà dirigé dans le gouvernement anti-PLD de 1993 à 1994 et partisan d'une certaine rigueur budgétaire, appelant à financer les mesures du gouvernement Hatoyama en luttant contre les « gaspillages »,.

##### Une réorientation budgétaire

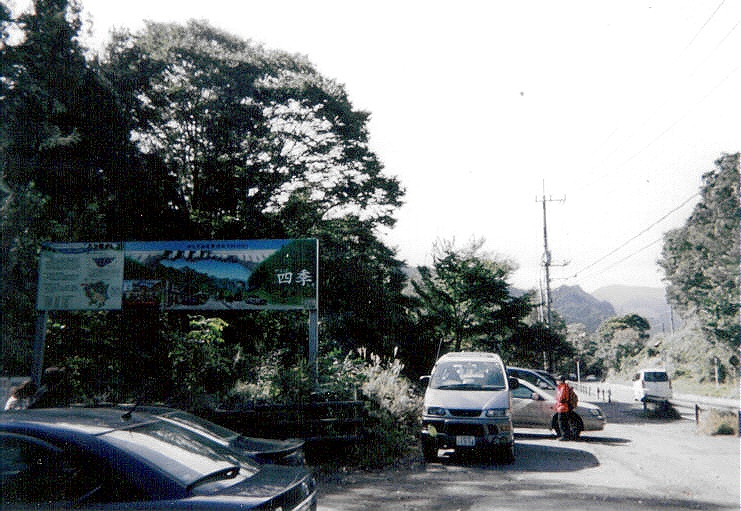
Le site du barrage de Yanba, dans la préfecture de Gunma, en 2006 : l'un des chantiers de travaux publics les plus ambitieux de la décennie 2000 au Japon, il est le premier à être interrompu par l'administration Hatoyama.

L'une de ses premières mesures est ainsi de lancer (dès le 18 septembre) une révision du budget supplémentaire de 13,93 billions de yens (environ 105 milliards d'euros) voté par la précédente majorité à la fin du mois de mai pour l'année fiscale 2009 afin de financer le troisième plan de relance du gouvernement Asō. Se lançant à l'origine l'objectif d'y trouver pour 3 billions de yens d'économie (22,6 milliards d'euros), une première vague de réduction annoncée le 6 octobre suivant ne permet de sécuriser que 2,5 billions de yens et Yukio Hatoyama finit par annoncer le 16 octobre 2009 le gel de certaines mesures et programmes lancés par son prédécesseur représentant un montant de 2,9259 billions de yens (environ 22 milliards d'euros). Les plus grosses coupes budgétaires viennent alors essentiellement du ministère du Territoire, des Infrastructures et des Transports (946,5 milliards de yens, soit près d'un tiers des économies réalisées, ou 32,35 %) et de celui de l'Agriculture, des Forêts et de la Pêche (476,3 milliards).
Parmi les 365 programmes ainsi stoppés, le nouveau gouvernement décide surtout de mettre un terme à la politique traditionnelle japonaise de travaux publics en établissant une liste de 48 de ces projets à interrompre. Le premier d'entre eux est le chantier de construction du barrage de Yanba dans la préfecture de Gunma, dont le coût total était estimé à 460 milliards de yens(parmi lesquels 321,7 milliards[réf. nécessaire], soit environ 2,4 milliards d'euros, déjà déboursés), entraînant des protestations de la part des habitants du bourg voisin de Naganohara (pour qui le projet signifiait construction de nouveaux quartiers, obtention de subventions et création d'emplois, ils obtiennent finalement l'assurance de la nouvelle administration que les travaux de désenclavement et de relogement des populations déplacées, représentant un coût de 76 milliards de yens, seraient menés à terme, et qu'une compensation financière de quelque 160 milliards de yens serait versée à la préfecture de Gunma et aux autorités des collectivités locales, poussant certains observateurs nationaux ou internationaux, comme le New York Times, à se demander s'il ne serait pas revenu moins cher de terminer simplement le chantier) et de l'opposition libérale-démocrate.
Mais, dans le même temps, les promesses de campagne du PDJ, les nécessités de la relance, la hausse des obligations du gouvernement (qui font passer le montant prévu pour les remboursements de capital et les paiements d'intérêts pour ces obligations de 20,24 billions pour l'année fiscale 2009 à 21,89 billions de yens pour 2010) et le fonctionnement général de l'État poussent les fonctionnaires du trésor à présenter au Cabinet un budget prévisionnel pour 2010 estimé à hauteur de 95,38 billions de yens (environ 710 milliards d'euros), un record (qui représenterait une hausse de 7,3 % par rapport au budget initial pour 2009 présenté l'année précédente par le gouvernement Asō qui était déjà particulièrement élevé, mais en baisse, d'environ 7 %, si on y ajoute le budget additionnel de mai), dont 4,38 billions pour de nouveaux projets prévus dans le programme du parti (tandis que le gouvernement a calculé qu'il lui faudrait 7,1 billions de yens durant l'année fiscale 2010 pour mettre en place l'ensemble des politiques prévues dans le programme). Et cette première prévision fait état de 1,31 billions de yens d'économies réalisées par rapport au budget initial pour 2009, à 85 % pris encore une fois sur les dépenses du ministère des Infrastructures et des Transports (767,8 milliards, soit 58,6 % des coupes) et de celui de l'Agriculture (352,3 milliards). D'un autre côté, ce même budget prévisionnel estime que les revenus fiscaux de l'État sont tombés en dessous des 40 billions de yens durant l'année fiscale 2009 et la plupart des analystes économiques estiment que cela sera également le cas en 2010. Yukio Hatoyama et son gouvernement espèrent pour autant revoir ces prévisions à la baisse avant la présentation du projet de budget en décembre. Pour ce faire, le Cabinet a mis en place le 22 octobre 2009 une unité de revitalisation gouvernementale présidée par Hatoyama, composée de parlementaires et chargée, en plusieurs équipes, de mener des auditions publiques de fonctionnaires afin de faire des propositions sur la réorganisation budgétaire et administrative,. De plus il envisage à partir du 1er novembre 2009 d'avoir recours à un second budget additionnel pour l'année fiscale 2009 qui se servirait des presque 3 billions de yens économisés après son arrivée au pouvoir pour lancer avant le 1er avril 2010 certaines de ses promesses de campagne qui seraient ainsi déduites des dépenses de l'année fiscale 2010.
Le 8 décembre 2009, il annonce finalement le premier plan de relance présenté par la nouvelle majorité, et le quatrième engagé par le gouvernement depuis septembre 2008. Après quelques dissensions rencontrées avec ses partenaires de coalition sur son montant, il s'établit finalement à 7,2 billions de yens (54,6 milliards d'euros environ) dont 3,5 billions de transferts financiers afin d'aider les collectivités locales à faire face à la baisse de leurs rentrées fiscales, 1,2 billions pour soutenir l'investissement des petites et moyennes entreprises par l'extension à ces dernières de crédits d'urgences, l'émission de prêts sécurisés et la réduction des taux d'intérêt, 800 milliards en initiatives environnementales et 600 milliards de mesures pour l'emploi. Ce plan doit être financé à hauteur de 2,7 billions de yens par la réutilisation des économies faites sur le précédent budget supplémentaire, et par la vente d'obligations couvrant la dette (la totalité des obligations vendues par le gouvernement devraient ainsi s'élever pour l'année fiscale 2009 à 53,5 billions de yens contre les 44 billions qui avaient été prévus par le budget initial en avril, tandis que les revenus fiscaux devraient tomber à seulement 36,9 billions de yens soit moins que les quelque 46 billions prévus). Ce plan est adopté par la Diète le 28 janvier 2010. Et le budget pour l'année fiscale 2010 est établi à un montant record de 92,3 billions de yens (704 milliards d'euros), soit 53,5 billions (410 milliards d'euros) de dépenses générales de l'État, 21 billions (160 milliards d'euros) pour le remboursement de la dette et 17,5 billions (133 milliards d'euros) de transferts financiers aux collectivités locales. Il augmente de 10 % les prestations sociales mais diminue de 18,3 % les sommes prévues pour les travaux publics. Il intègre plusieurs promesses de campagne du PDJ visant à renforcer le pouvoir d'achat des Japonais et ainsi limiter la dépendance de l'économie vis-à-vis des exportations, avec surtout la mise en place d'une allocation versée aux familles de 13 000 yens (environ 100 €) par mois et par enfant jusqu'à la fin du collège (avec l'objectif de doubler ce montant dès 2011), mesure coûtant au total 2,255 billions de yens (17,2 milliards d'euros). Ce projet, bien que le plus élevé de toute l'histoire du Japon, respecte pratiquement l'engagement pris de ne pas émettre plus de 44 billions de yens d'obligations puisque celles-ci sont stabilisées dans le budget 2010 à 44,3 billions de yens (338 milliards d'euros), contre 53,5 billions au cours de l'année fiscale 2009. Il est voté par la Chambre des représentants le 2 mars 2010, et par la Chambre des conseillers le 23 mars suivant.

##### Politique économique
Lors de son premier discours devant la Diète, le 26 octobre 2009, il appelle à la construction d'une « économie pour le peuple » où la croissance ne reposerait plus essentiellement sur les exportations et les travaux publics mais également sur la consommation et les dépenses domestiques, et déclare : « le principal défi du gouvernement Hatoyama est de ramener l'économie du Japon sur la voie d'un redressement autonome mené par la demande du secteur privé et de sécuriser une croissance durable, tout en restant attentif à la coordination internationale des politiques [de relance] », voulant renforcer l'économie avant de se préoccuper de la dette publique.
Il est immédiatement confronté aux difficultés financières de la JAL, la compagnie aérienne nationale, durement touchée par la crise économique. Yukio Hatoyama confie alors à un groupe de cinq dirigeants d'entreprises privées puis à l’Enterprise Turnaround Initiative Corp. (un fonds d'investissement quasi-gouvernemental ayant accès jusqu'à 1,6 billions de yens garantis par l'État et chargé de racheter les dettes d'entreprises en difficultés) de définir un plan de secours. Il finit pourtant en janvier 2010 par rejeter les offres d'introduction dans le capital de la compagnie de deux de ses concurrentes américaines, American Airlines et Delta Air Lines, et refuse également que le gouvernement utilise les fonds publics pour renflouer l'entreprise, contrairement à ce que les majorités précédentes avaient dû déjà faire à trois reprises depuis 2001. Yukio Hatoyama et son Cabinet choisissent ainsi de laisser JAL aller vers la banqueroute afin de permettre une restructuration de la compagnie sous le contrôle de l'État.
Pour ce qui est du processus de privatisation de la Japan Post Holdings engagé depuis le 1er octobre 2007, le gouvernement Yukio Hatoyama adopte le 30 octobre 2009 un projet de loi visant à geler la vente des actions des unités financières postales appartenant à l'État. Ceci est vu comme la première étape allant vers une annulation de la réforme phare de Jun'ichirō Koizumi, cheval de bataille du nouveau ministre chargé de la question, Shizuka Kamei. De plus, le nouveau Cabinet force à la fin du mois d'octobre le président de la Japan Post Holdings, Yoshifumi Nishikawa (critiqué pour avoir tenté de vendre la chaîne hôtelière appartenant à la compagnie postale à un groupe financier dont le président fut impliqué dans la mise en place du plan de privatisation de la poste, il avait finalement été maintenu par Tarō Asō, provoquant la démission du ministre des Affaires intérieures de l'époque et frère de Yukio Hatoyama, Kunio Hatoyama, qui désirait son remplacement), à démissionner, et le remplace par le président de la Tokyo Financial Exchange Inc, Jirō Saitō. Celui-ci étant un ancien responsable du ministère des Finances ayant bénéficié après sa retraite en 1995 de l'amakudari, cette décision est critiquée par certains analystes et acteurs du secteur (dont le gérant des opérations japonaises de la Dalton Investments LLC Jun'ichirō Sano ou le directeur général du fonds de couverture Tantallon Research Japan, Jesper Koll) ainsi que par l'opposition comme « paradoxale » de la part d'une administration ayant fait de la lutte contre le poids de la bureaucratie une de ses priorités. Le 4 décembre 2009, la Diète ratifie la loi gelant la vente des actions de la Japan Post Holdings et de ses quatre compagnies.
Mais il doit surtout faire face à un retour de la déflation (l'indice des prix à la consommation, en dehors des produits alimentaires frais, est en octobre 2009 2,2 % moins élevé qu'au même mois de l'année précédente), lié à l'envolée du yen face au dollar américain aux mois d'octobre et novembre 2009 pour atteindre le niveau de 84,83 yens pour 1 dollar américain le 27 novembre, ce qui pourrait s'avérer difficile à supporter dans une période de timide reprise et de tentatives de recompositions budgétaires. Il fait à cette occasion pression sur la Banque du Japon afin qu'elle fasse des « efforts pour soutenir l'économie », ce qui amène l'autorité monétaire du Japon à annoncer le 1er décembre 2009 l'émission pour 10 billions de yens (115 milliards de dollars) de prêts à court terme (sur trois mois) à un taux d'intérêt de 0,1 % pour les banques commerciales. Il annonce également la présentation d'un plan de lutte contre la chute des prix et la hausse du yen inclus dans le plan de relance présenté le 8 décembre 2009. Quoi qu'il en soit, la devise japonaise repart légèrement à la baisse après l'annonce de ses mesures, s'établissant à 88,83 yens pour un dollar américain à 14 h 20 (heure locale du Japon) le 8 décembre.
Le 30 décembre 2009, le Cabinet présente sa « Nouvelle Stratégie de Croissance ». Proposant une « troisième voie » en matière de politique économique, entre les deux modèles qui selon lui ont prévalu jusqu'alors (d'une part une croissance stimulée de manière quasi exclusive par les financements publics et notamment les grands travaux, et de l'autre le « fondamentalisme de marché » des « réformes structurelles » des années 2000 qui a permis, toujours d'après lui, d'augmenter la productivité de certaines grandes compagnies mais a défavorisé les petites et moyennes entreprises). Cette « Nouvelle Stratégie de Croissance » se fixe pour objectif principal « d'améliorer le mode de vie des citoyens, en générant de l'emploi par la création de plus de 100 billions de yens en nouvelle demande dans les industries de l'environnement, de la santé et du tourisme d'ici 2020 ». Elle définit six ou sept champs stratégiques à développer à travers 21 projets nationaux stratégiques : l'environnement à travers l'« innovation verte », la santé avec l'« innovation de vie », une nouvelle coopération économique asiatique en faisant du Japon une « nation pont », le tourisme, la revitalisation locale (par l'utilisation des ressources régionales, la réorganisation du rôle des grandes villes dans le tissu économique, la modernisation de l'agriculture et la réforme de la politique du logement), les sciences et nouvelles technologies ainsi que l'emploi et les ressources humaines. Il est prévu de détailler les mesures à prendre pour atteindre ces objectifs ainsi que la manière de les mettre en place en juin 2010, ce qui va être fait par le successeur de Yukio Hatoyama, Naoto Kan.

#### Politique étrangère

##### Relations avec les États-Unis

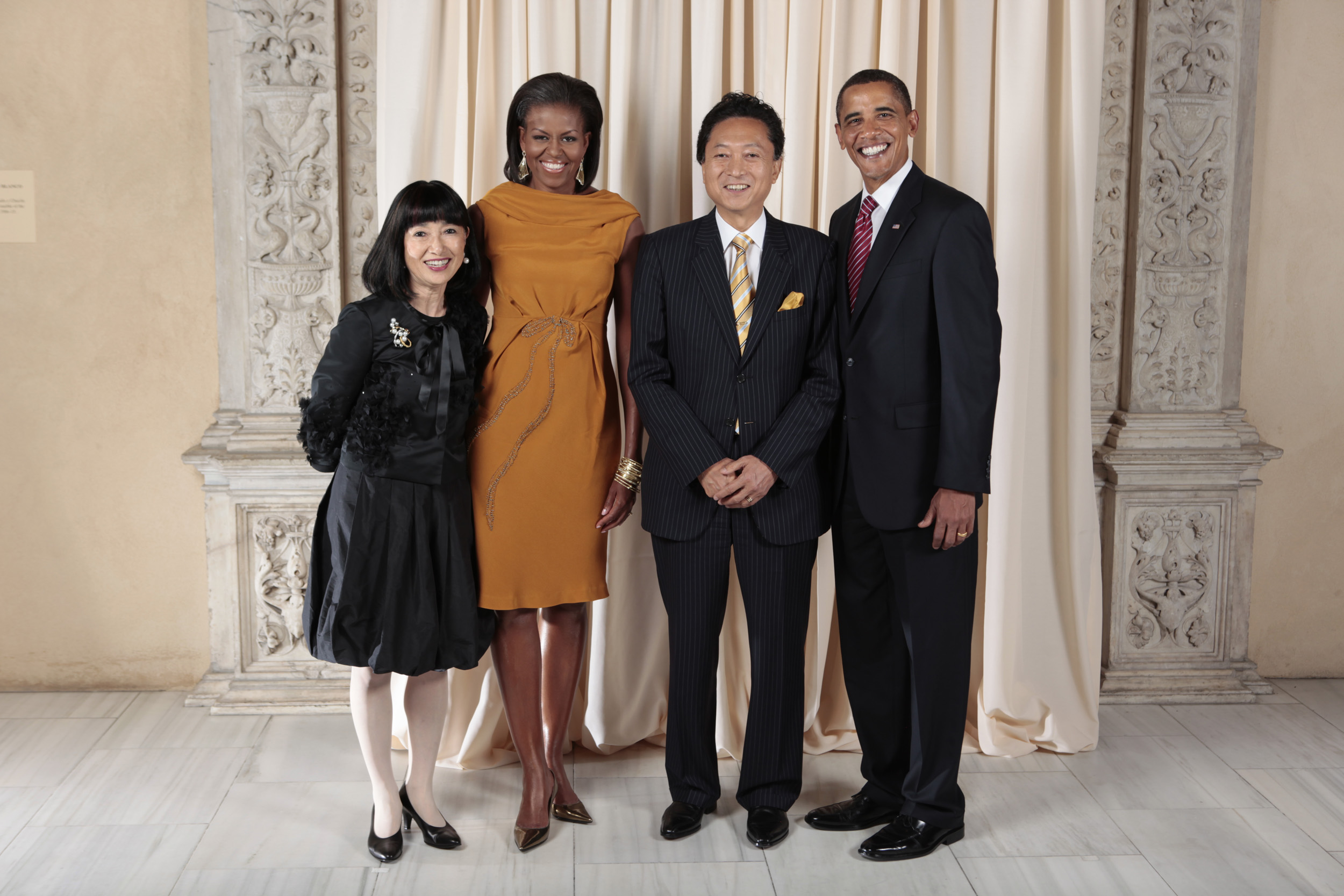
De g. à dr. : Miyuki Hatoyama, épouse du Premier ministre, la Première dame des États-Unis Michelle Obama, Yukio Hatoyama et le président américain Barack Obama au Metropolitan Museum of Art de New York, le 23 septembre 2009.

Si Yukio Hatoyama a critiqué dans un article publié en ligne le 26 août 2009 par le New York Times, et intitulé A New Path for Japan, le « fondamentalisme de marché » du modèle américain, il a immédiatement après sa victoire confirmé l'importance pour son administration de l'alliance américano-nippone dans la politique étrangère japonaise, même si la nature de la relation entre les deux pays devrait évoluer. En effet, il est partisan d'une forme de joji churyu naki Ampo, soit littéralement « Le Traité de sécurité Japon-États-Unis sans la présence continue de forces américaines au Japon », ou tout du moins « avec une présence conditionnelle », tout en se refusant à évoquer le sujet lors de sa première rencontre avec le président américain Barack Obama,. Il a également promis de ne pas renouveler la mission des Forces maritimes d'autodéfense dans l'océan Indien de soutien logistique à la force internationale d'assistance et de sécurité en Afghanistan, malgré les demandes de Washington de maintenir cette participation. Il a également décidé la création d'une commission d'enquête chargée de travailler sur l'existence éventuelle de traités secrets permettant au département de la Défense des États-Unis d'utiliser l’espace aérien et maritime japonais pour ses bombardiers stratégiques et ses sous-marins lanceurs d’engins nucléaires, en contradiction avec la constitution du Japon.
Il réalise son premier déplacement à l'étranger, du 21 au 25 septembre 2009, aux États-Unis, bien que le motif de ce voyage n'étant pas à proprement parler les relations bilatérales entre les deux États mais pour assister à deux rencontres internationales : d'abord au siège de l'ONU à New York pour assister au sommet sur les changements climatiques du 22 septembre, pour l'ouverture de la 64e session de son Assemblée générale les deux jours suivants et pour une réunion du Conseil de sécurité (dont le Japon est membre non permanent pour le mandat 2009-2010) sous la présidence de Barack Obama (les États-Unis détenant la présidence tournante du conseil pour le mois de septembre 2009) le 24 septembre ; puis à Pittsburgh pour le sommet du G20 du 24 au 25 septembre 2009.
En marge de ces manifestations, il rencontre pour la première fois Barack Obama pour un entretien bilatéral le 23 septembre 2009 : il réaffirme alors à son homologue la nécessité de l'alliance nippo-américaine qu'il présente à cette occasion comme la « pierre angulaire » de sa diplomatie, et les deux hommes s'accordent pour continuer les politiques communes de leurs pays concernant la Corée du Nord (dénucléarisation de la Corée du Nord et reprise des pourparlers à six), les mesures contre le réchauffement climatique ou la lutte anti-terroriste.

##### «Diplomatie de la fraternité»
Souhaitant appliquer la notion de Yūai et la vision du comte de Coudenhove-Kalergi à sa politique étrangère, au sein de laquelle la coopération régionale doit être amenée à prendre plus de place, il considère que le Japon doit servir d'intermédiaire et de point d'équilibre entre la super-puissance américaine et le géant en développement chinois, et souhaite former une « Communauté est-asiatique » sur le modèle de l'Union européenne (projet pour lequel il a déjà reçu le soutien du gouvernement de la république populaire de Chine[réf. nécessaire]) qui serait à terme dotée d'une monnaie unique.
Dans son adresse devant la 64e session de l'Assemblée générale des Nations unies le 24 septembre 2009, il présente sa « Communauté est-asiatique » comme étant la réunification des différents accords de coopération conclus par le passé dans la région et devant porter sur des accords de libre-échange, la finance, la monnaie, l'énergie, l'environnement ou encore la gestion des catastrophes. Le président chinois Hu Jintao est le premier chef d'État qu'il rencontre, dès le 21 septembre 2009 à New York : les deux hommes conviennent alors de renforcer leurs relations bilatérales afin de transformer la mer de Chine orientale (qui sépare les deux pays) en une « mer de paix », tandis que Yukio Hatoyama affirme sa volonté de se conformer à la déclaration de 1995 du Premier ministre de l'époque Tomiichi Murayama s'excusant pour les crimes du Japon durant la guerre. Deux jours plus tard, toujours en marge des manifestations de l'Organisation des Nations unies, Yukio Hatoyama rencontre son homologue sud-coréen Lee Myung-bak à qui il fait une déclaration similaire, affirmant que le « nouveau gouvernement [japonais] a le courage de garder un œil ferme sur l'histoire », et donc aurait une attitude de reconnaissance des exactions japonaises durant la colonisation de la Corée, afin de « développer conjointement notre relation future ».

Les 9 et 10 octobre 2009, il se rend en Corée du Sud puis en république populaire de Chine, et participe à son premier sommet trilatéral avec le Premier ministre chinois Wen Jiabao et le président sud-coréen Lee Myung-bak à Pékin. Les trois hommes signent notamment un accord visant à 

« construire une confiance mutuelle dans le champ politique, d'approfondir la coopération économique (non seulement sur les plans du commerce et des investissements, mais également en matière de logistique, de sciences et technologies, d'économies d'énergie, de protection de l'environnement et de propriété intellectuelle) en se servant pleinement de l'avantage offert par la complémentarité des trois économies, d'étendre les échanges entre peuples, de développer les mécanismes de coopération régionale et sous-régionale et de répondre activement aux problèmes mondiaux (essentiellement la crise économique, le réchauffement planétaire ou les problèmes de sécurité) »

Ils déclarent également se « consacrer au développement d'une communauté est-asiatique ».

##### Relations avec la Russie

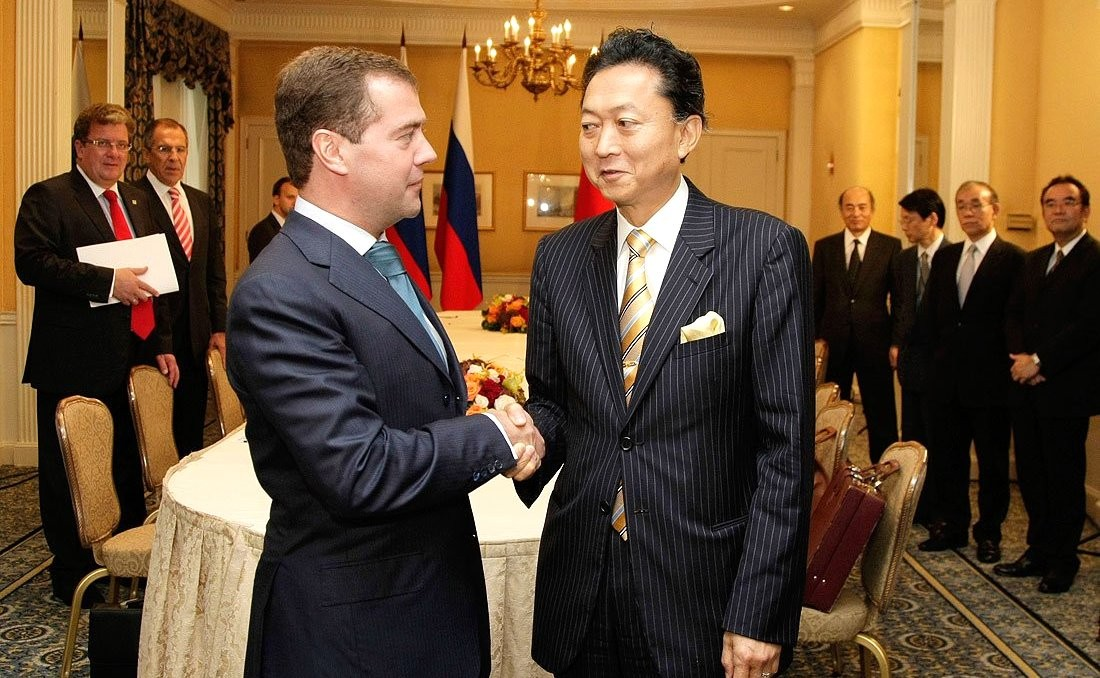
Le président russe Dmitri Medvedev et Yukio Hatoyama lors de leur rencontre au siège des Nations unies à New York, le 23 septembre 2009.

Issu d'une famille de tradition russophile (son grand-père, Ichirō Hatoyama, fut celui qui rétablit les relations bilatérales entre le Japon et l'URSS en signant la déclaration de 1956 mettant fin à l'état de guerre entre les deux nations, tandis que le fils de Yukio, Kiichirō, travaille à Moscou en tant que chercheur), Yukio Hatoyama se donne six mois pour réaliser des progrès notables dans la résolution des conflits opposant les deux pays, notamment la question des îles Kouriles, et donc vers la signature d'un traité de paix pour la Seconde Guerre mondiale. Lors de leur première rencontre à New York le 23 septembre 2009, le Premier ministre japonais et le président russe Dmitri Medvedev annoncent, dans une déclaration commune, charger leurs chefs de la diplomatie respectifs d'entamer des discussions en vue d'aboutir à ce traité.

##### Au sein de la communauté internationale
Yukio Hatoyama défend une diplomatie japonaise visant à renforcer le poids de son pays dans le monde en en faisant un « pont » entre les nations et les cultures sur la scène internationale : entre l'Orient et l'Occident, entre les puissances du G20 et les autres nations pour ce qui est de la régulation et la relance économique, en considérant que les « mécanismes du marché » ne peuvent pas s'occuper des demandes en matière de développement, et entre les puissances dotées de l'arme nucléaire ou au contraire la rejetant (considérant le Japon comme ayant le devoir de jouer un rôle de leader en matière de lutte contre la prolifération nucléaire). Il définit cette vision du rôle de son pays dans son discours devant la 64e session de l'Assemblée générale des Nations unies le 24 septembre 2009.
Concrètement, il défend la nécessité de réformer le Conseil de sécurité en augmentant tant le nombre de membres permanents, notamment au Japon eu égard au rôle de « pont » que son nouveau Premier ministre tend à lui faire jouer sur la scène internationale, que non permanents. Il tente également de faire du Japon l'une des principales puissances engagées dans la lutte contre le réchauffement climatique, en réaffirmant durant le sommet de l'ONU du 22 septembre de cette même année sa promesse (applaudie par ses homologues) de réduire d'ici 2020 de 25 % les émissions de gaz à effets de serre du Japon par rapport au niveau de 1990, en proposant pour y arriver un système de commerce intérieur des émissions et des tarifs privilégiés pour les énergies renouvelables et en appelant à la nécessité d'une action commune internationale en la matière en promettant une aide technologique et financière pour le développement des nations actives dans la lutte contre le réchauffement climatique ou en appelant à la création d'une taxe carbone mondiale. De même, au sommet du G20 de Pittsburgh, il fait entendre sa voix pour des discussions menées plutôt dans le cadre du G8, plus favorable au Japon que celui du G20, et déclare vouloir réformer le modèle économique de son pays en limitant sa dépendance à la demande extérieure et en renforçant la demande intérieure par les incitations à la consommation promises durant sa campagne électorale.

#### Un dirigeant contesté

Évolution des taux de satisfaction (en bleu) et d'insatisfaction (en rouge) du gouvernement japonais depuis septembre 2009.

La popularité du Cabinet, culminant à plus de 70 % dans les sondages après sa mise en place en septembre 2009, décroît fortement et rapidement au fil du temps. Le taux de satisfaction tombe pour la première fois en dessous de 50 % à la fin du mois de décembre 2009 (le baromètre de Kyodo News faisant état pour ce mois de 47,2 % des personnes interrogées approuvant le gouvernement, contre 38,1 % le désapprouvant, tandis qu'ils étaient encore 63,7 % à le soutenir en novembre). Les courbes des satisfaits et des insatisfaits se croisent en janvier 2010 (respectivement 41,5 % et 44,1 %, toujours selon Kyodo News). Et la barre des 50 % de mécontents est passée en mars 2010 (le baromètre mensuel de Kyodo News présente 36 % des personnes interrogées comme l'approuvant contre 57 % ne le faisant pas). À la fin du mois suivant, le même baromètre tombe à 20,7 % de satisfaits (la première fois en dessous de 30 %) et le taux de désapprobation atteint presque les deux tiers des sondés (64,4 %).
Un sondage du Yomiuri Shinbun, publié le 6 avril 2010 et classant les personnalités préférées des Japonais pour occuper le poste de Premier ministre, place Yukio Hatoyama en sixième position avec 5 % des personnes interrogées le choisissant, derrière l'ancien ministre de la Santé libéral-démocrate (et désormais membre du Nouveau parti de la réforme, dans l'opposition) Yōichi Masuzoe (29 %), son ministre des Affaires étrangères Katsuya Okada (9 %), celui des Transports Seiji Maehara (8 %), le vice-Premier ministre et ministre des Finances Naoto Kan (7 %) et le président de Votre Parti (opposition) Yoshimi Watanabe (6 %). Et parmi les partisans du PDJ, Hatoyama arrive troisième avec 14 %, derrière Okada (21 %) et Masuzoe (17 %).
Ce désaveu s'explique par plusieurs facteurs qui ont déstabilisé l'opinion publique : un scandale politico-financier touchant l'organisme de financement de Yukio Hatoyama, son leadership concurrencé par d'autres personnalités fortes de la majorité, le report ou la remise en question de certaines promesses de campagne mais surtout le déménagement de la base américaine de Futenma.

##### Un scandale politico-financier
Dès le 30 juin 2009, soit avant sa victoire aux législatives, Yukio Hatoyama a dû reconnaître et s'excuser au sujet de fausses déclarations faites par l'un de ses anciens collaborateurs, Keiji Katsuba, chargé de gérer son organisation de financement politique, le Comité de gestion politique de la fraternité (友愛政経懇話会, Yūai Seikei Konwa-kai). 21,77 millions de yens (174 000 euros) avaient notamment été enregistrés comme des dons provenant de 90 individus entre 2004 et 2008, dont plusieurs correspondant à des personnes décédées au moment des faits. Hatoyama avait à l'époque dit avoir corrigé ses comptes et avait renvoyé Katsuba. Toutefois, en octobre suivant, le Yūai Seikei Konwa-kai doit admettre qu'au final ce sont 400 millions de yens (3,2 millions d'euros) qui ont été mal enregistrés, et un mois plus tard Hatoyama reconnaît qu'il n'a pas déclaré pour 72 millions de yens (576 000 euros) de revenus issus de ventes d'action en 2008 mais qu'il a par la suite corrigé cette erreur et s'est acquitté des impôts correspondants.
Mais le gros du scandale qui le touche bientôt concerne un montant d'environ 1,2 milliard de yens (9,6 millions d'euros) reçus en six ans, entre 2002 et 2008, par sa mère, l'argent étant versé en liquide à raison de 15 millions de yens (120 000 euros) par mois. Or, la loi japonaise de contrôle des fonds politiques plafonne le montant des dons délivrés à une organisation de financement à 10 millions de yens par an provenant du parlementaire lui-même et à 1,5 million de yens par an venant d'un particulier. Yukio Hatoyama, qui doit s'expliquer par écrit devant les procureurs chargés de l'enquête en décembre 2009, fait valoir qu'il n'était pas au courant de ces versements de sa mère (ce que celle-ci confirme également dans un témoignage par écrit à la cour) et qu'il s'agirait de prêts et non de dons (bien qu'aucun document ne vienne confirmer ou infirmer ce fait). Pour montrer sa bonne foi, il a également alors payé pour 600 millions de yens en impôts sur les dons, et n'est pas poursuivi. Katsuba et un autre de ses anciens collaborateurs sont mis en examen et condamnés par la Cour du district de Tokyo le 22 avril 2010 : le premier (qui a plaidé coupable et a reconnu avoir agi sans en informer Hatoyama) obtient une peine de trois ans de prison avec sursis, et le deuxième une amende de 300 000 yens.
Bien que cette affaire n'ait pas éclaboussé Hatoyama sur le plan judiciaire, elle l'affaiblit quelque peu sur le plan politique. Dès la fin du mois de décembre 2009, un sondage réalisé par l'agence Kyodo News fait état de 76,1 % des personnes interrogées se déclarant non convaincues par les explications du Premier ministre. Le 21 janvier 2010, il doit s'expliquer devant la commission du Budget de la Chambre des représentants, et déclare : « Je jure devant Dieu que je n'étais absolument pas au courant. Si un fait contraire devait être mis en évidence, je ne serait plus qualifié pour porter un badge de la Diète ». Le 12 février 2010, son frère Kunio Hatoyama, toujours membre du PLD et de l'opposition, l'accuse d'avoir été au courant des dons et de les avoir même sollicités : « Ma mère m'a dit auparavant au téléphone : "Ton frère a besoin d'argent pour prendre soin de ses acolytes" ». Le même jour, l'ancien ministre des Finances de Tarō Asō, Kaoru Yosano, qui a mené les attaques contre le Premier ministre sur cette histoire, le surnomme lors d'une séance parlementaire le « roi de l'évasion fiscale de l'ère Heisei », remettant en cause le fait qu'il n'ait pas été averti et lui reprochant d'avoir tenté d'échapper au paiement de ses impôts, et l'appelle à démissionner.
De plus, s'y ajoute dans le même temps un nouveau scandale de corruption touchant plusieurs des collaborateurs du secrétaire général du PDJ, Ichirō Ozawa. En effet, Tomohiro Ishikawa (député en 2010), Mitsutomo Ikeda, un autre ancien assistant d'Ozawa, et Takanori Okubo, toujours membre de son équipe, sont arrêtés au début du mois de janvier 2010 puis mis en examen le 4 février suivant, étant accusés d'avoir falsifié les comptes de l'organisme de financement des campagnes de l'homme politique pour cacher plusieurs « pots-de-vin » provenant de compagnies du BTP, en n'ayant pas rapporté notamment l'achat pour 400 millions de yens (3,2 millions d'euros) d'un terrain dans l'arrondissement de Setagaya à Tokyo. Ichirō Ozawa est interrogé par les enquêteurs le 23 janvier mais n'est pas poursuivi par la justice. Malgré tout, l'opposition concentre ses attaques contre le gouvernement sur ce sujet, demandant la comparution sous serment d'Ozawa devant une commission d'enquête parlementaire, tandis que plusieurs sondages font état d'environ 70 % de personnes interrogées souhaitant la démission du secrétaire général. Plusieurs personnalités, y compris au sein de la majorité (notamment le président du Comité de recherche politique Yukio Edano), demandent également son retrait. Pour autant, Yukio Hatoyama le soutient, même si la nomination le 10 février 2010 de Yukio Edano en tant que ministre d'État à la Revitalisation du gouvernement est largement présentée par les médias comme un moyen pour le Cabinet de se démarquer de lui.

##### Un leadership concurrencé?
Deux personnalités de la majorité sont présentées par les analystes politiques comme aussi importantes, voire plus, que le Premier ministre dans le processus de décision gouvernemental : le secrétaire général du PDJ Ichirō Ozawa et le ministre d'État chargé des Services financiers et de la Réforme postale ainsi que président du NPP Shizuka Kamei.
Le premier est considéré par les observateurs de la vie politique japonaise comme l'un des principaux artisans de la victoire historique de son parti lors des législatives du 30 août 2009, si bien que les médias ont ressorti l'expression née en 1990 d'« Enfants d'Ozawa » (小沢チルドレン, Ozawa chirudoren) pour désigner cette masse de jeunes nouveaux élus sous sa conduite, également appelés le « bataillon Ozawa » (小沢軍隊, Ozawa guntai) qui compterait environ 140 ou 150 des 308 députés démocrates,. Ainsi, même s'il n'est plus à la tête du parti et ne peut donc accéder au poste de Premier ministre, son influence au sein de la scène politique japonaise paraît alors plus forte que jamais, ce que Yukio Hatoyama semble ne pas vouloir démentir en le nommant secrétaire général (et donc numéro 2) et en le soutenant malgré les affaires de financement politique le touchant. Certains médias reprennent d'ailleurs alors son surnom de « Shōgun de l'ombre » et font le parallèle avec la forte influence dont il avait joui sur les décisions gouvernementales lors de la coalition anti-PLD de 1993-1994,.
Néanmoins, le gouvernement Hatoyama ne comporte que deux membres du groupe Ozawa sur 16 ministres, et l'un d'entre eux, le ministre des Finances Hirohisa Fujii, après avoir été pendant longtemps l'un de ses principaux lieutenants depuis 1993, avait pris ses distances lors du scandale du printemps 2009 en faisant partie à l'époque des parlementaires demandant sa démission. À côté de cela, il comprend plusieurs ministres particulièrement critiques d'Ozawa (Yoshito Sengoku au poste clé de la Revitalisation du gouvernement et à la Réforme de la Fonction publique, les anciens présidents du parti Seiji Maehara et Katsuya Okada respectivement au Territoire, Infrastructures et Transports et aux Affaires étrangères et Yukio Edano à la Revitalisation du gouvernement à partir de février 2010).
Pour autant, les médias voient dans plusieurs décisions du Premier ministre l'influence d'Ichirō Ozawa. Ce dernier fait notamment pression sur Yukio Hatoyama, avec succès, en décembre 2009 pour maintenir les surtaxes routières représentant un revenu total pour l'État de 2,5 billions de yens en moyenne par an, malgré la promesse de campagne du PDJ de mettre fin à ce surplus afin d'aider à la consommation et que le ministre des Finances Hirohisa Fujii qualifiait « de partie extrêmement importante du programme » électoral du parti. De même, la démission de Fujii le 6 janvier 2010, officiellement en raison d'ennuis de santé, est perçue par certains analystes, dont l'éditeur du journal Inside Line Takao Toshikawa, le professeur à l'université Meiji de Tokyo Masaru Takagi ou encore celui à l'université Keiō Yoshiaki Kobayashi, comme le résultat de l'influence d'Ozawa qui entretenait des relations de plus en plus conflictuelles avec le ministre des Finances.
Shizuka Kamei utilise la position de charnière occupée par son parti au sein de la majorité pour imposer plusieurs de ses décisions, entraînant parfois des relations difficiles avec plusieurs de ses collègues ministres. Il milite notamment pour que le montant du deuxième budget additionnel de l'année fiscale 2009 annoncé en novembre soit plus élevé que celui initialement avancé par le vice-Premier ministre Naoto Kan de 2,7 billions de yens, et finit par obtenir gain de cause puisqu'il est finalement fixé à 7,2 billions de yens après avoir fait retarder l'annonce du plan par le gouvernement du 4 au 8 décembre 2009. Ceci donne d'ailleurs lieu à une vive altercation entre Kamei et Kan en conseil des ministres, retransmis par la presse, le second reprochant au premier : « Pourquoi n'êtes-vous pas venu vendredi ? [...] Nous avons fait en sorte qu'une loi gelant la vente des actions des compagnies postales soit votée pour complaire au NPP. Nous avons aussi accepté la nomination de Jirō Saitō comme président de la compagnie postale ». De même, Yukio Hatoyama doit accepter en avril 2010 le plan de Kamei visant à augmenter le plafond des comptes épargnes postaux de 10 à 20 millions de yens, alors que le PDJ s'était toujours opposé à une telle mesure.

##### Des promesses de campagne remises en question
De plus, la réalisation de plusieurs promesses de campagne a été mise entre parenthèses, reportée à une date indéterminée ou fortement remise en question en raison de la situation économique ou des pressions des partenaires de la coalition. Ainsi en est-il d'un montant revu à la baisse des coupes opérées dans les précédents budgets (initialement promis à 9,1 billions de yens, le Premier ministre s'était finalement fixé pour objectif 3 billions de yens pour arriver finalement à un montant de 2,925 9 billions de yens, tandis que le gouvernement présente un budget particulièrement élevé pour l'année fiscale 2010) ou du maintien des surtaxes routières sur pression d'Ichirō Ozawa. De même, si le budget 2010 met en place l'allocation de 13 000 yens par enfant scolarisé jusqu'au collège (soit la moitié des 26 000 yens promis, qui doivent être atteints en 2011) et la gratuité des frais d'inscription au lycée, deux des plus importants points du programme électoral, d'autres objectifs fixés par la nouvelle majorité manquent de réelle concrétisation.
Ainsi, malgré la décision de commencer à expérimenter en juin 2010 la gratuité des péages à certains endroits, le fait de la généraliser est remis en question par l'opposition des compagnies ferroviaires et de ferry qui ont vu leurs revenus diminués et y voient un moyen d'être plus fortement concurrencées encore par le transport sur route, tandis que des critiques sont émises pour savoir si cette mesure est compatible avec l'objectif de réduction des gaz à effets de serre. De même, le PDJ et Ichirō Ozawa poussent le gouvernement à engager dans le même temps la construction de nouvelles routes. Afin de financer cela, le ministre des Transports Seiji Maehara propose un plan prévoyant d'augmenter le maximum payé aux péages de 1000 à 2 000 yens, entraînant une polémique entre le ministre et Ozawa, ce dernier considérant cette décision comme incompatible avec la promesse de gratuité à terme des péages tandis que le premier estime que le ministère n'a pas d'autre choix pour financer la construction de nouvelles routes voulues par le secrétaire général du PDJ.
Concernant l'affaiblissement du poids de la bureaucratie et le renforcement de celui des hommes politiques dans le processus de décision ainsi que de sa transparence, le gouvernement a pris des mesures rapides saluées par les médias, comme la suppression des conférences de presse données par les fonctionnaires des ministères, l'annulation des réunions hebdomadaires entre vice-ministres ou la mise en place d'une unité de revitalisation gouvernementale chargée de la réorganisation budgétaire et administrative. Mais dans le même temps, les analystes reprochent au nouveau Bureau de la stratégie nationale, créé afin de coordonner les politiques ministérielles, de ne pas avoir encore clairement établi son identité, tandis que plusieurs mesures sont jugées contradictoires avec cette politique (dont surtout la nomination de Jirō Saitō à la tête de Japan Post Holdings).

##### Le dossier Futenma

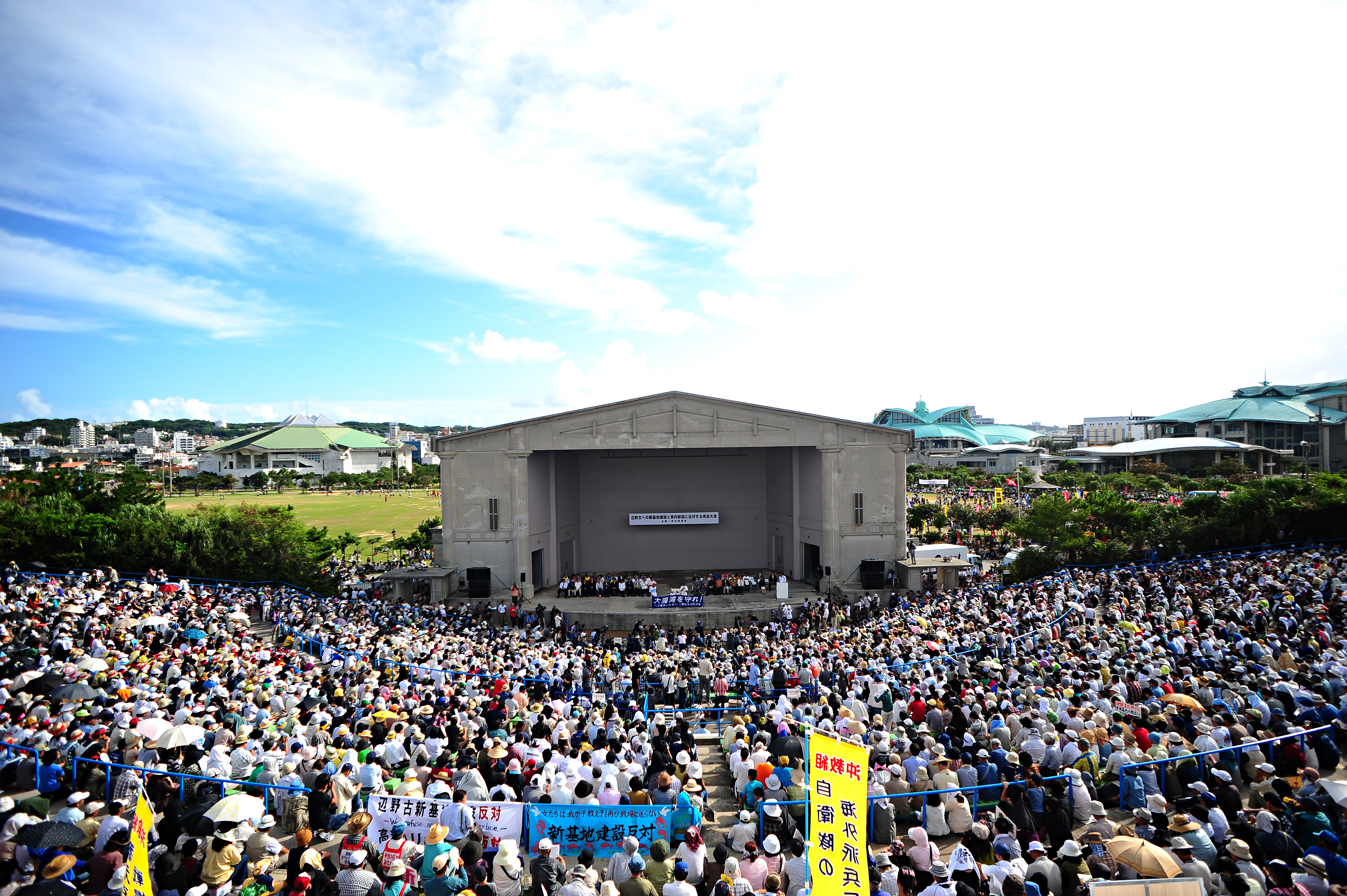
Manifestation contre la base américaine de Futenma à Ginowan, le 8 novembre 2009.

Mais c'est surtout la question de la révision de l'accord de 2006 concernant le déménagement de la base américaine de Futenma qui monopolise l'attention médiatique et les critiques de l'opposition. L'objectif initial de retirer totalement la base hors d'Okinawa semble au fil du temps de plus en plus difficile à atteindre et est finalement abandonné. Plusieurs alternatives sont tout d'abord envisagées par le gouvernement (du retrait pur et simple de l'ensemble des soldats de Futenma du sol japonais et leur déplacement à Guam, jusqu'à l'intégration de ses installations dans la Kadena Air Base voisine, proposée par le ministre des Affaires étrangères Katsuya Okada, en passant par un déménagement sur l'îlot Iwo Jima situé dans l'océan Pacifique), mais Washington les rejette toutes et menace de conserver le site initial de Futenma en se contentant d'y moderniser les installations. Katsuya Okada déclare le 6 décembre 2009 que, après deux mois « d'intenses négociations », celles-ci « atteignent leurs limites » et, estimant qu'elles « pourraient aboutir au pire des scénarios à savoir le maintien des dangers liés à la présence de l'aérodrome de Futenma (dans une zone urbaine dense) » et faire naître « un fort sentiment de crise à l'égard des relations américano-japonaises actuelles », qu'« il n'y a plus d'autres solutions désormais » que d'envisager sérieusement de souscrire au plan de délocalisation de la base au Camp Schwab.
Okada et son collègue de la Défense Toshimi Kitazawa militent également pour que le Premier ministre tranche la question et prenne une décision claire avant la fin de l'année 2009, ce à quoi l'intéressé se refuse, faisant continuer le débat en 2010 et promettant de se décider à la fin du mois de mai. En avril 2010, en marge de son déplacement aux États-Unis pour assister au sommet international sur la sécurité nucléaire, le Washington Post le qualifie de « dingue » et de « malchanceux » tandis que la presse affirme que le président américain Barack Obama lui aurait dit lors de leur entrevue : « Pouvez-vous poursuivre [au sujet de Futenma] ? » (ce que Yukio Hatoyama a ensuite démenti). À cette pression diplomatique s'ajoute un enjeu politique. Le PSD a fait du déplacement de la base hors d'Okinawa un préalable à sa participation à la majorité, tandis que sa présidente Mizuho Fukushima a menacé de la quitter si jamais ses revendications n'étaient pas satisfaites. En avril 2010, un des poids lourds du PDJ, Kōzō Watanabe, est le premier membre de la majorité à affirmer que Yukio Hatoyama devra démissionner s'il ne réussit pas à résoudre le problème avant la fin mai, envisageant Naoto Kan pour le remplacer. Yukio Hatoyama affirme lors d'une séance de la Chambre des conseillers le 23 avril : « Je suis en train de considérer toutes les alternatives et suis préparé à mettre en jeu ma place de Premier ministre ».
Il s'agit d'un sujet sensible auprès de l'opinion publique, tout particulièrement au sein des populations concernées. Le 24 janvier 2010, Nago (ville d'Okinawa où l'accord de 2006 prévoyait de déménager Futenma) élit pour maire Susumu Inamine, un candidat ayant axé sa campagne sur le refus de l'accueil sur sa commune de la base américaine, qui bat ainsi le maire sortant Yoshikazu Shimabukuro qui lui soutenait ce déménagement. Le 18 avril, 15 000 des 24 000 habitants de Tokunoshima (une des îles Amami, dans la préfecture de Kagoshima, moins densément peuplée qu'Okinawa et où le gouvernement envisagea un moment de transférer une partie des soldats américains de Futenma) ont manifesté.
À la fin du mois de mai 2010, il se rétracte totalement sur la question et revient, dans l'essentiel, au plan prévu en 2006. Cela lui vaut l'opposition de sa ministre à la Consommation Mizuho Fukushima, limogée du Cabinet le 28 mai, et le départ de la coalition gouvernementale du PSD deux jours plus tard.

##### Démission
Alors que son impopularité est au plus fort (moins de 20 % d'opinions favorables), notamment à cause des difficultés rencontrées concernant le dossier du retrait de la base américaine de Futenma, Yukio Hatoyama annonce sa démission le 2 juin 2010, lors d'une séance extraordinaire de la Diète. Il est ainsi le quatrième Premier ministre à démissionner en quatre ans.
Selon certains médias citant des sources proches du PDJ, cette décision aurait été prise lors d'un entretien avec le secrétaire général du parti, Ichirō Ozawa, dans l'optique des élections à la Chambre des conseillers du 11 juillet 2010. La démission d'Ozawa aurait également été évoquée durant cet entretien.

### Après son départ du pouvoir
Yukio Hatoyama reste actif politiquement après sa démission. Il encourage pour lui succéder celui qui fut son vice-Premier ministre et ministre des Finances, Naoto Kan. Celui-ci est élu à la présidence du PDJ, et donc au poste de Premier ministre sans réelle difficulté, n'ayant face à lui qu'un parlementaire relativement peu connu et ne disposant pas d'un grand poids au sein du parti, Shinji Tarutoko, par 291 voix de parlementaires contre 129. Le nouveau chef de gouvernement se place en partie dans la continuité de son prédécesseur en retenant l'essentiel des membres de son Cabinet (12 des 17 ministres sortant sont reconduits, dont deux membres de la faction de Hatoyama), tout en se différenciant de lui en voulant diminuer l'influence d'Ichirō Ozawa et orienter son action vers une réforme de la fiscalité et la maîtrise des dépenses publiques.
Yukio Hatoyama conserve un rôle actif, notamment sur le plan international et tout particulièrement dans le domaine de la coopération régionale. Ainsi, seulement deux jours après son entrée en fonction, le gouvernement de Naoto Kan annonce qu'il a décidé de le charger de représenter le Japon lors d'une visite officielle à l'Exposition universelle de Shanghai du 12 au 14 juin 2010. Plus tard, en août de la même année, il mène une délégation de parlementaires démocrates en Chine, visitant notamment le site de la future zone économique spéciale de Caofeidian dans la province du Hebei et rencontrant le Premier ministre chinois Wen Jiabao.
Relativement discret concernant la politique intérieure durant la campagne pour les élections à la chambre haute, il sort de sa réserve après le mauvais score obtenu par le PDJ qui y perd la majorité absolue. Critiquant la volonté de Naoto Kan d'ouvrir un débat sur une éventuelle hausse de la taxe sur la consommation, il annonce le 26 août 2010 se rallier à la candidature d'Ichirō Ozawa à l'élection du président du PDJ qui doit se tenir le 14 septembre suivant alors même qu'il avait indiqué les jours précédents qu'il s'engagerait pour la réélection de Kan.
Par la suite, tout particulièrement opposé au projet gouvernemental de réforme fiscale et de la sécurité sociale prévoyant surtout une hausse de la taxe sur la consommation, il menace, avec Ichirō Ozawa, de voter une motion de censure contre Naoto Kan en juin 2011 avant de renoncer à le faire à la suite de la promesse de Kan qu'il démissionnerait. Pour l'élection du nouveau président du PDJ, et donc du nouveau Premier ministre, du 26 août 2011, Hatoyama et Ozawa soutiennent la candidature du ministre de l'Économie, du Commerce et de l'Industrie Banri Kaieda (par ailleurs membre de la faction Hatoyama). Celui-ci arrive en tête avec 143 votes de parlementaires, contre 102 au ministre des Finances Yoshihiko Noda, ce dernier étant finalement élu au second tour par 215 voix contre 177. Hatoyama continue donc d'être un opposant interne face à Yoshihiko Noda, celui-ci maintenant notamment le cap fixé par Naoto Kan (notamment celui de mettre entre parenthèses certaines mesures du programme de 2009 en raison du contexte budgétaire et économique ou d'augmenter la taxe sur la consommation). Il a ainsi fait partie des 57 députés démocrates qui votent contre le projet de réforme fiscale et de la sécurité sociale le 26 juin 2012 (texte qui est néanmoins adopté grâce au soutien des deux principaux partis d'opposition, le PLD et le Nouveau Kōmeitō. Si, contrairement à Ichirō Ozawa, il ne quitte pas le PDJ à cette occasion, il en est suspendu des instances dirigeantes (perdant notamment le titre de « Conseiller suprême », position honorifique correspondant à celui de « président d'honneur » donnée aux personnalités ayant un poids moral fort au sein du mouvement, que Noda lui avait conféré en septembre 2011 et qu'il partageait avec six autres personnes dont tous les anciens Premier ministre issus du parti), initialement pour six mois bientôt ramené à trois mois, ce qui l'empêche toutefois de pouvoir participer, voire de voter, à la nouvelle élection du président du PDJ de septembre 2012 (qui voit la réélection de Noda).
Après la dissolution de la Chambre des représentants le 16 novembre 2012 et la convocation d'élections législatives anticipées pour le 16 décembre suivant, Yoshihiko Noda annonce qu'il ne ferait « aucune exception » concernant l'interdiction fixée par le parti de présenter des « candidats héréditaires », ce qui est présenté par les médias comme un moyen de pression pour pousser Hatoyama à ne pas briguer un nouveau mandat autant que comme une attaque à l'égard du nouveau chef de l'opposition Shinzō Abe (les deux hommes étant issus de dynasties politiques et étant les petits-fils d'anciens Premiers ministres). De plus, pour lutter contre les dissidences, Noda demande de signer un document promettant de soutenir les politiques du parti pour obtenir l'investiture. Yukio Hatoyama annonce le 21 novembre 2012 qu'il n'a pas voulu signer ce document et qu'il renonce à se présenter aux élections législatives, annonçant de ce fait son retrait de la vie politique.
Après le scrutin, qui voit le Parti démocrate subir une importante défaite (retombant alors à seulement 57 députés sur 480, au profit d'un retour au pouvoir de la coalition PLD-Nouveau Kōmeitō), il affirme avoir été approché par Ichirō Ozawa pour se représenter sous les couleurs de son nouveau mouvement, le Parti du futur du Japon, mais avoir rejeté son offre pour préférer se retirer. Il donne pour raison à ce geste : « Je suis celui-là même qui a créé le PDJ et il n'aurait pas été éthique de ma part de quitter le PDJ et de faire un nouveau départ, et donc en tant que la personne responsable pour le PDJ, j'ai mis fin à ma carrière en tant que parlementaire ». Il précise toutefois vouloir rester actif d'une autre manière dans la vie politique japonaise et tout particulièrement en matière de diplomatie, annonçant sa volonté de créer au printemps 2013 un « Centre pour la paix en Asie de l'Est », un think tank basé à Tokyo et chargé de militer pour deux de ses anciens chevaux de bataille lors de son passage au Kantei : la création d'une communauté est-asiatique afin d'établir une « région sans guerre » et la recherche d'un lieu hors d'Okinawa pour déménager la base de Futenma.
Hatoyama, qui pratique la technique de méditation transcendantale, donne un discours d'inauguration à l'université Maharishi de Management le 23 mai 2015, il reçoit également à cette occasion un diplôme honorifique de docteur en droit.
En novembre 2017, son nom apparaît dans les révélations des Paradise Papers,.